# Biserica reformată din Lopadea Nouă

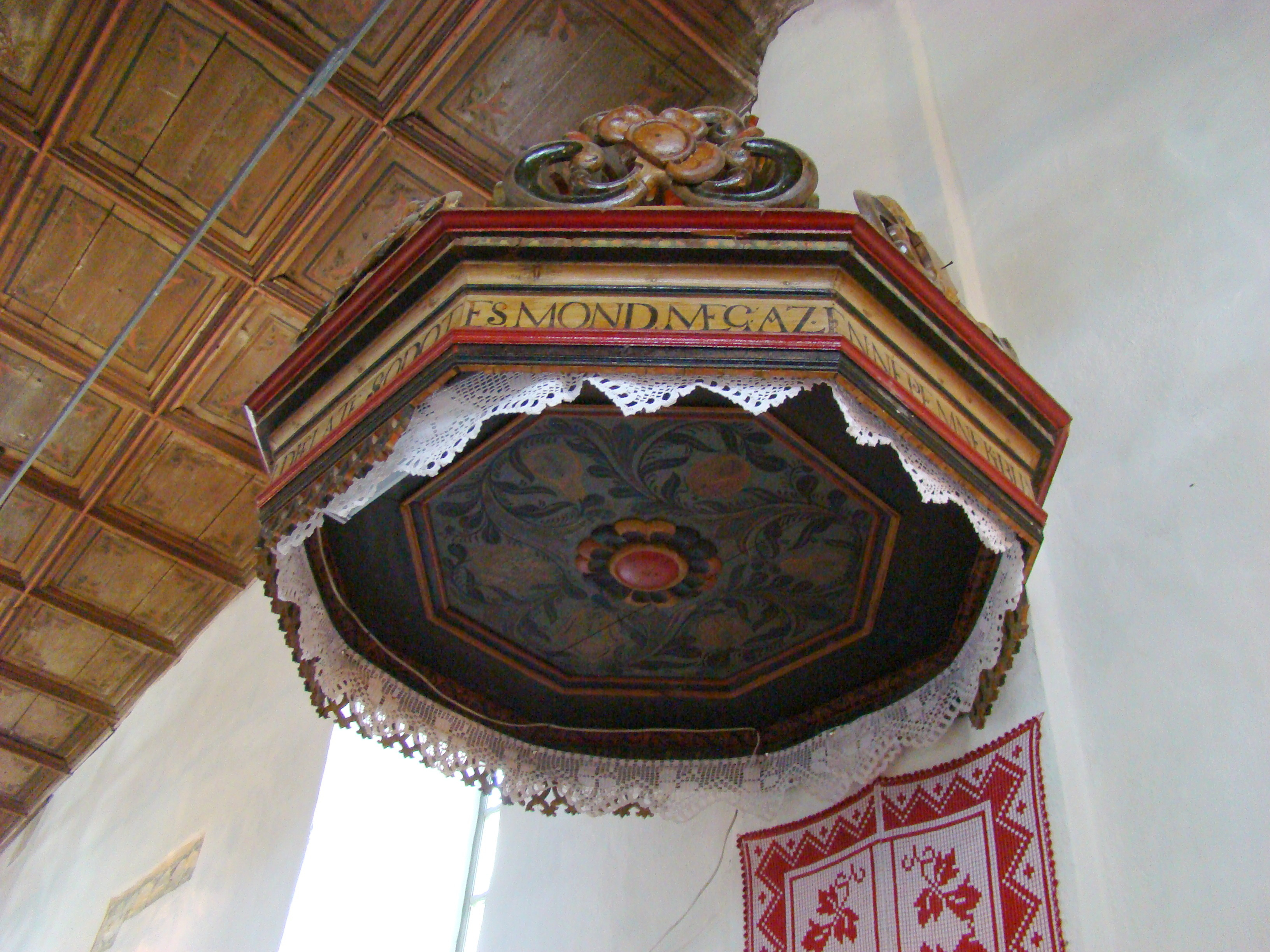
Coronamentul amvonului

Biserica reformată din Lopadea Nouă este un monument istoric aflat pe teritoriul satului Lopadea Nouă; comuna Lopadea Nouă.

## Localitatea
Lopadea Nouă (în maghiară Magyarlapád, în română: Lopadea Ungurească, iar în germană Schaufeldorf) este satul de reședință al comunei cu același nume din județul Alba, Transilvania, România. Este una din cele cinci așezări ale județului locuite în întregime de maghiari. Menționată pentru prima dată în 1117 sub numele de Lapath.

## Biserica
Nava a fost construită în secolul al XIII-lea, în stil romanic. Pe peretele interior al navei, într-un cerc roșu, există două cruci roșii, reminiscențe din perioada catolică.
Bolta altarului s-a prăbușit din motive necunoscute și, de atunci, are un tavan casetat. Turnul inițial al bisericii a fost demolat în 1866, datorită crăpăturilor apărute din cauza lipsei unei fundații solide. Turnul de astăzi a fost construit în anul 1871, proprietarii de terenuri din zonă oferind un sprijin financiar semnificativ pentru construcție. În turn sunt două clopote. Cel mai vechi este din 1514 și are inscripția: „SANCTA MARIA ORA PRO NOBIS".
Biserica avea o orgă construită în anii 1700, dar a fost distrusă în timpul celui de-al doilea război mondial. Cele două galerii și coroana amvonului sunt din 1760-1761. Tavanul casetat a fost realizat în anul 1759.

## Vezi și
- Lopadea Nouă, Alba

## Imagini din exterior

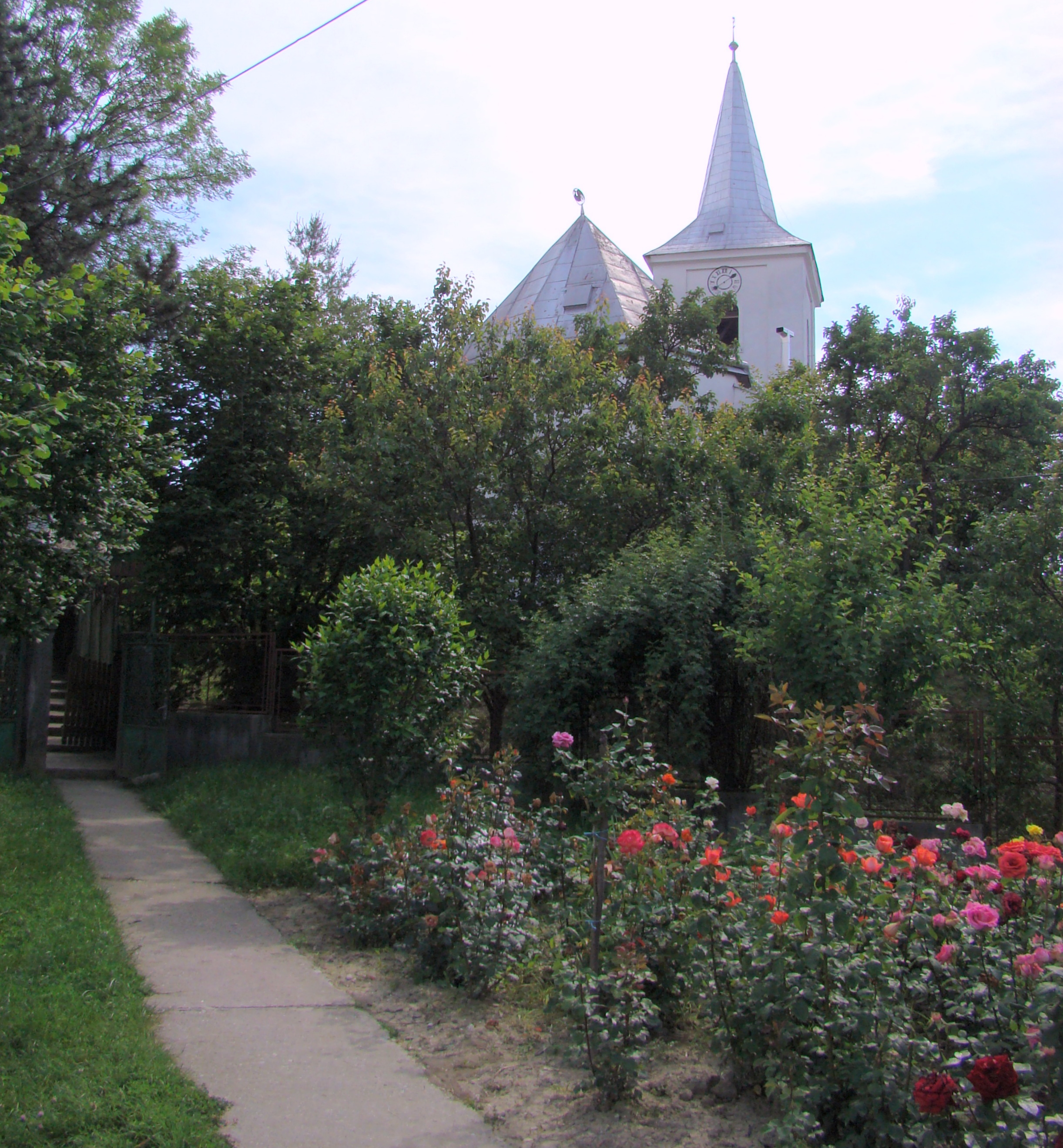
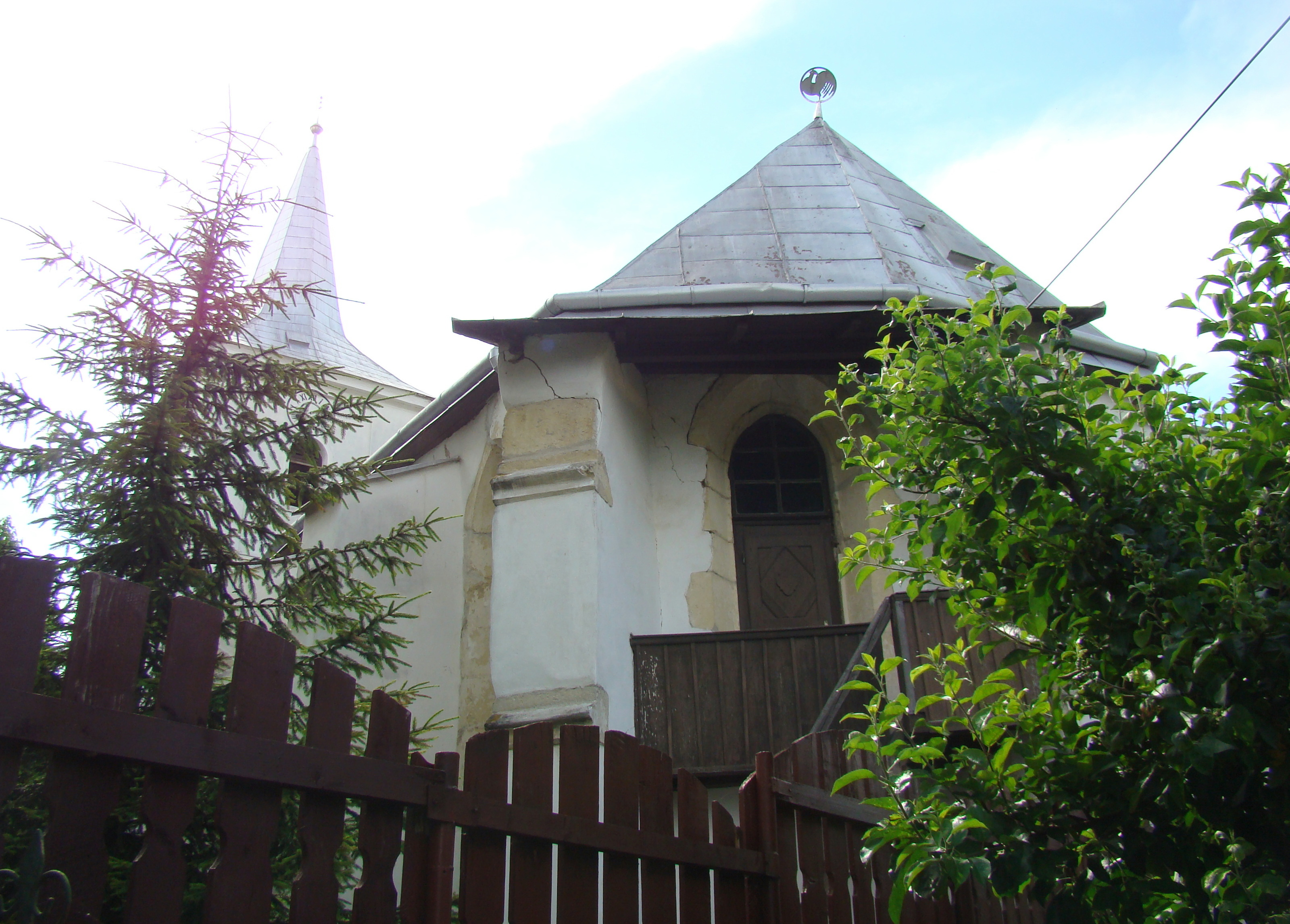
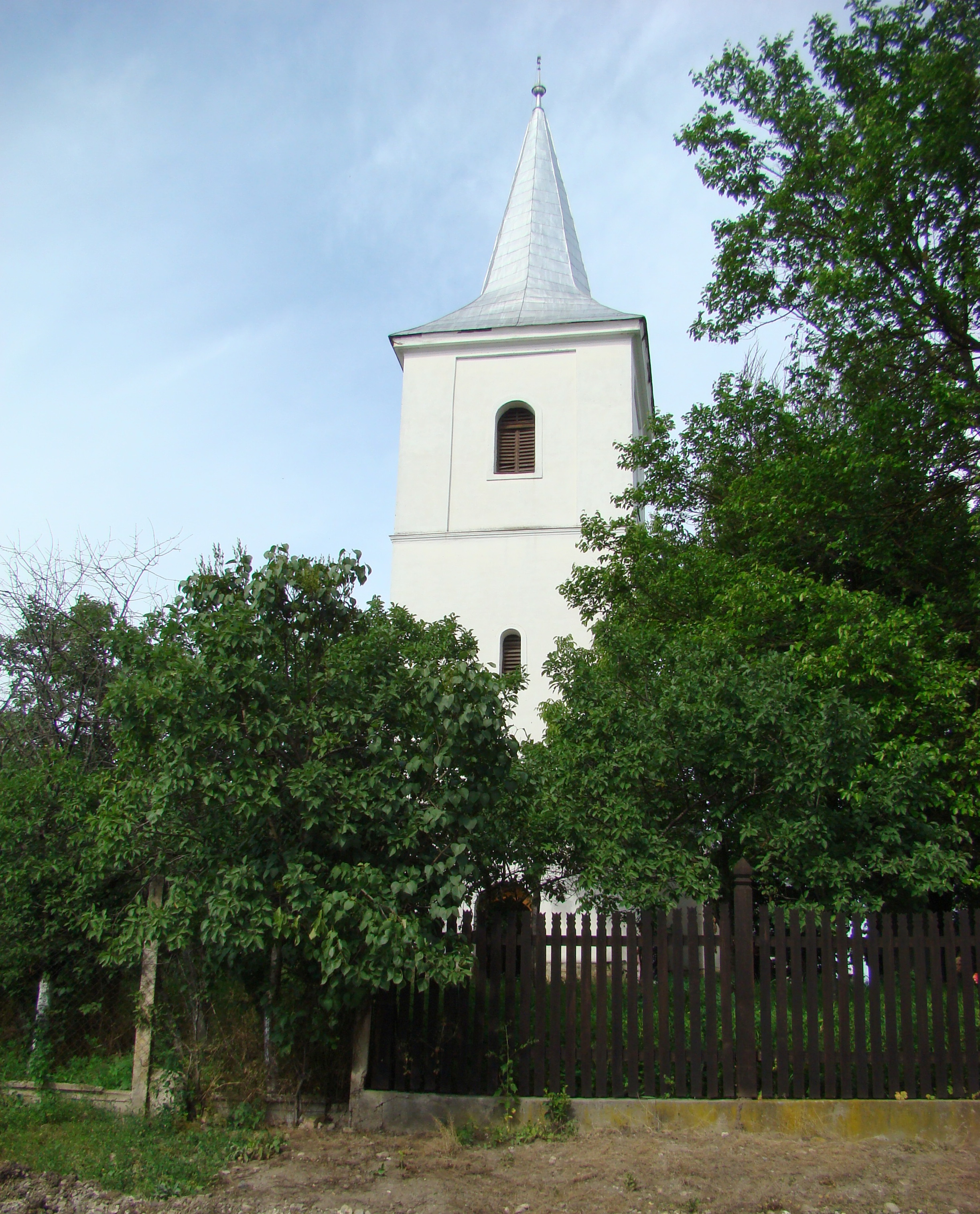
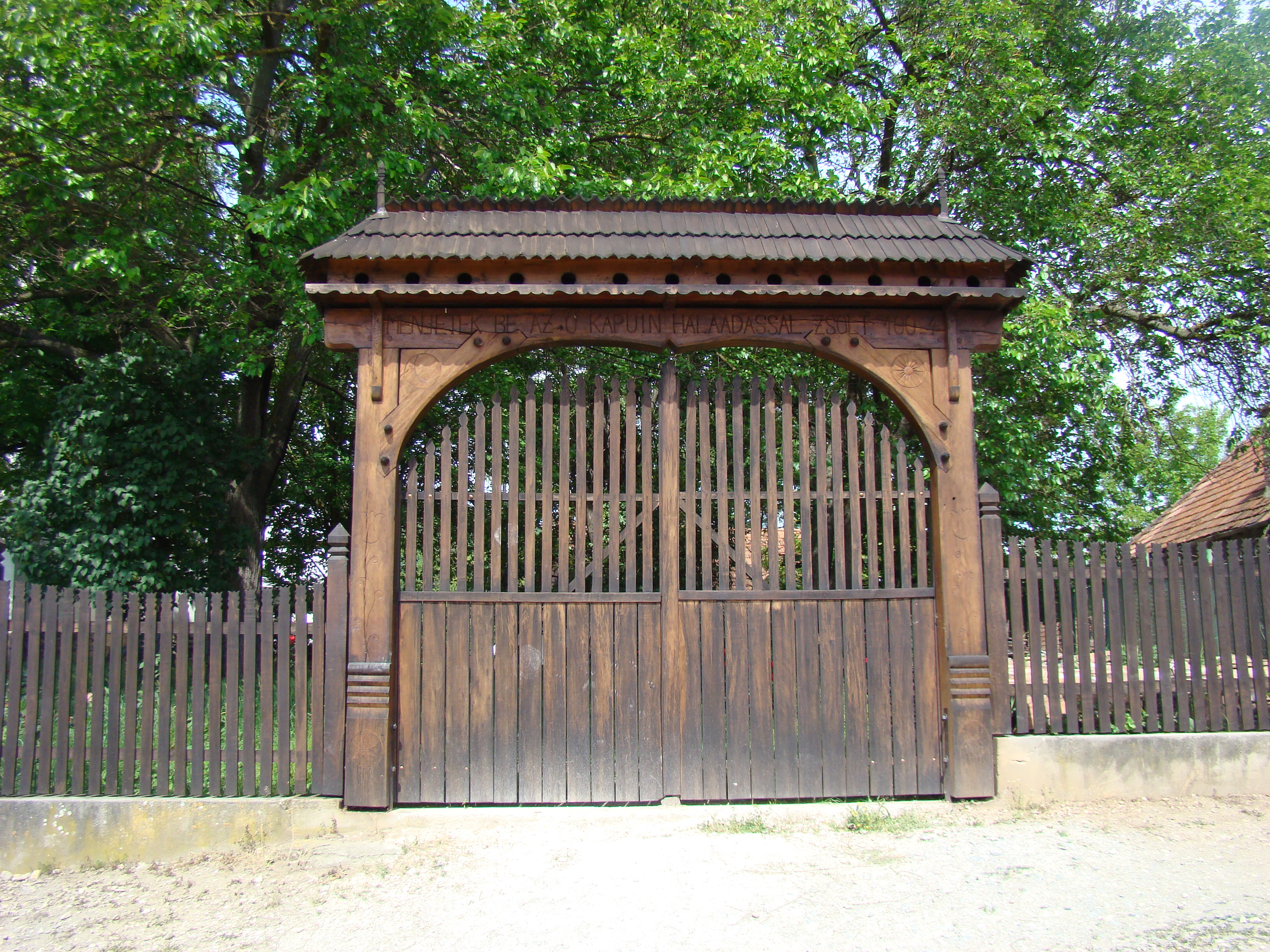
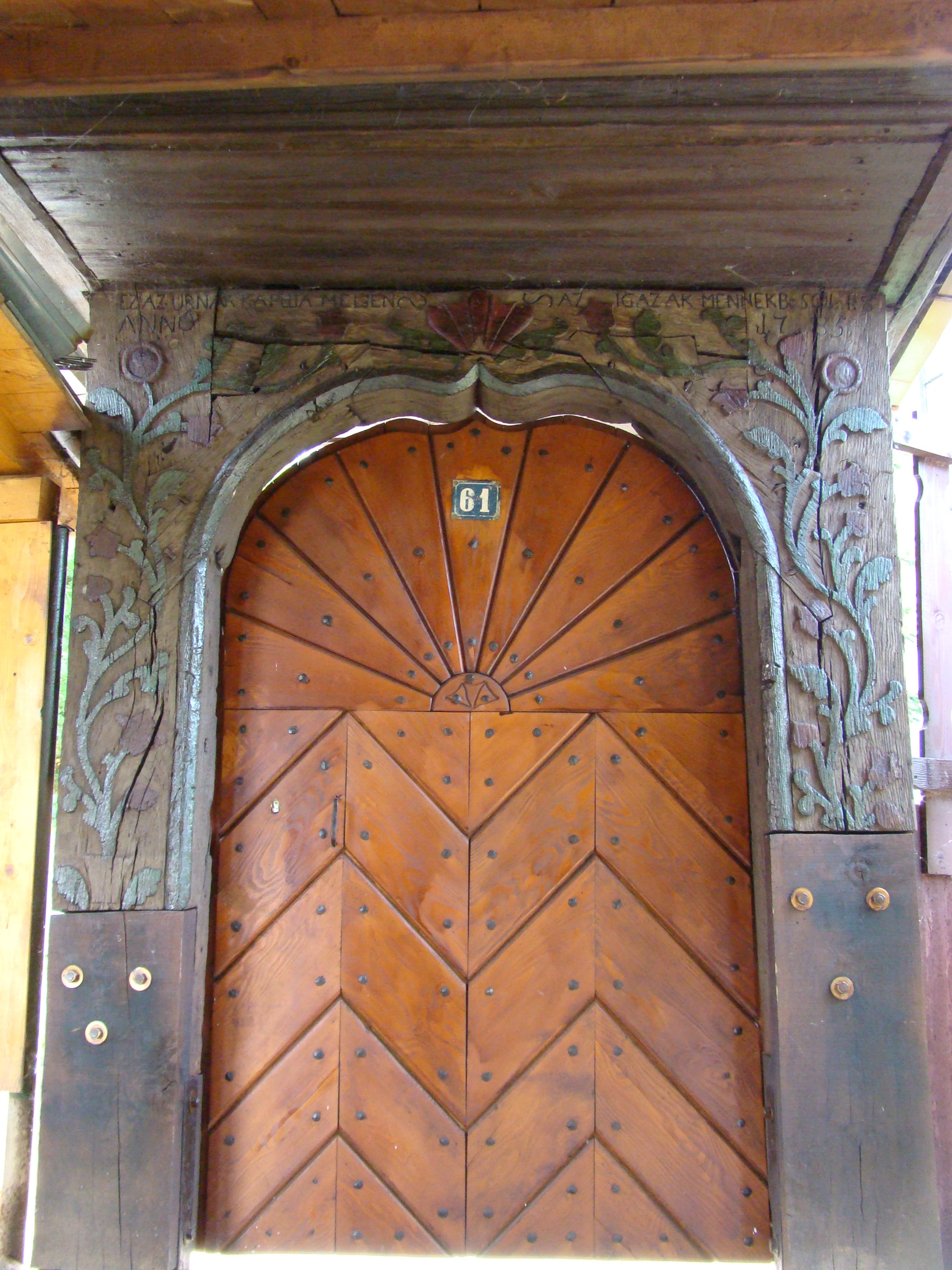
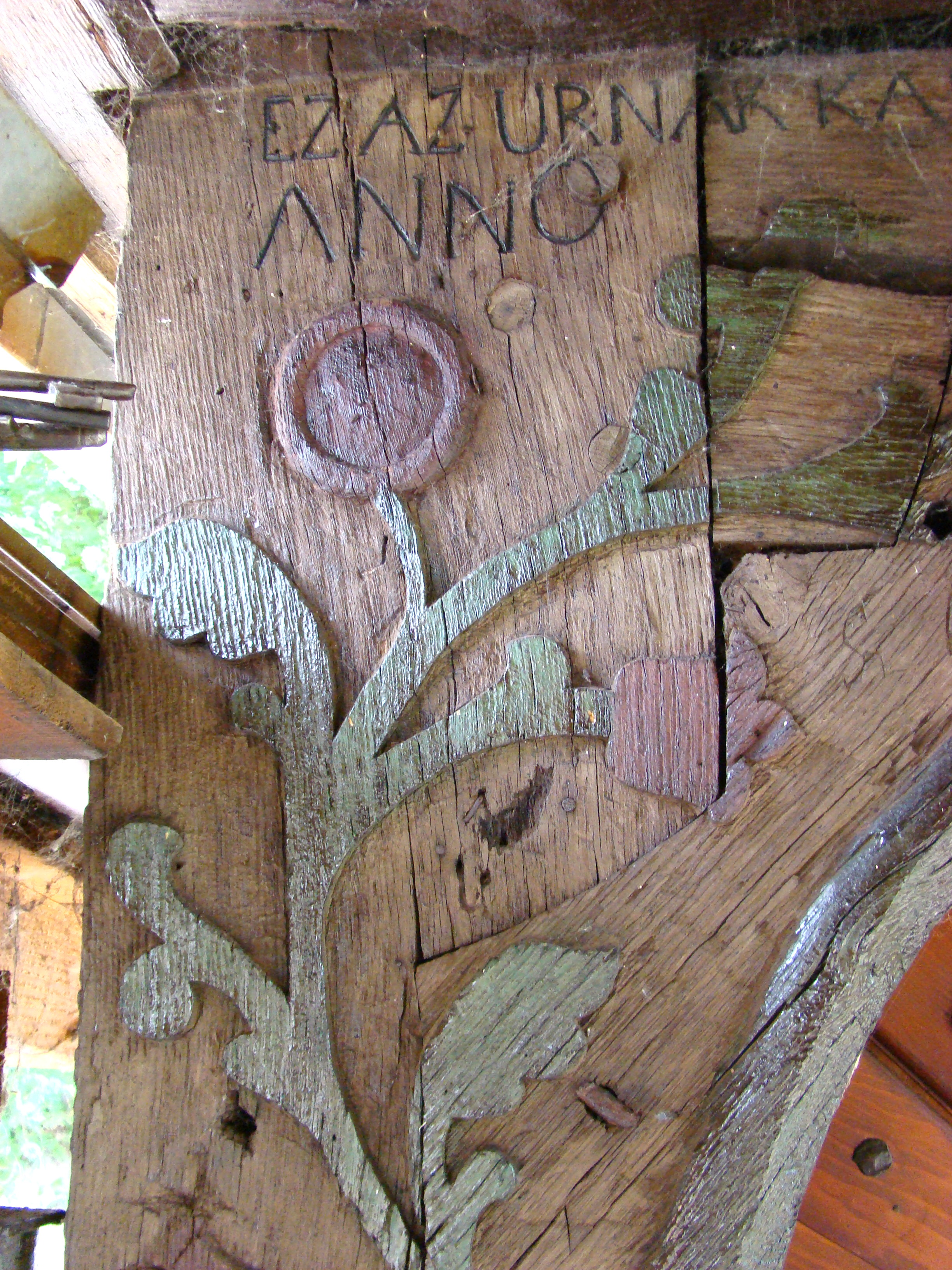
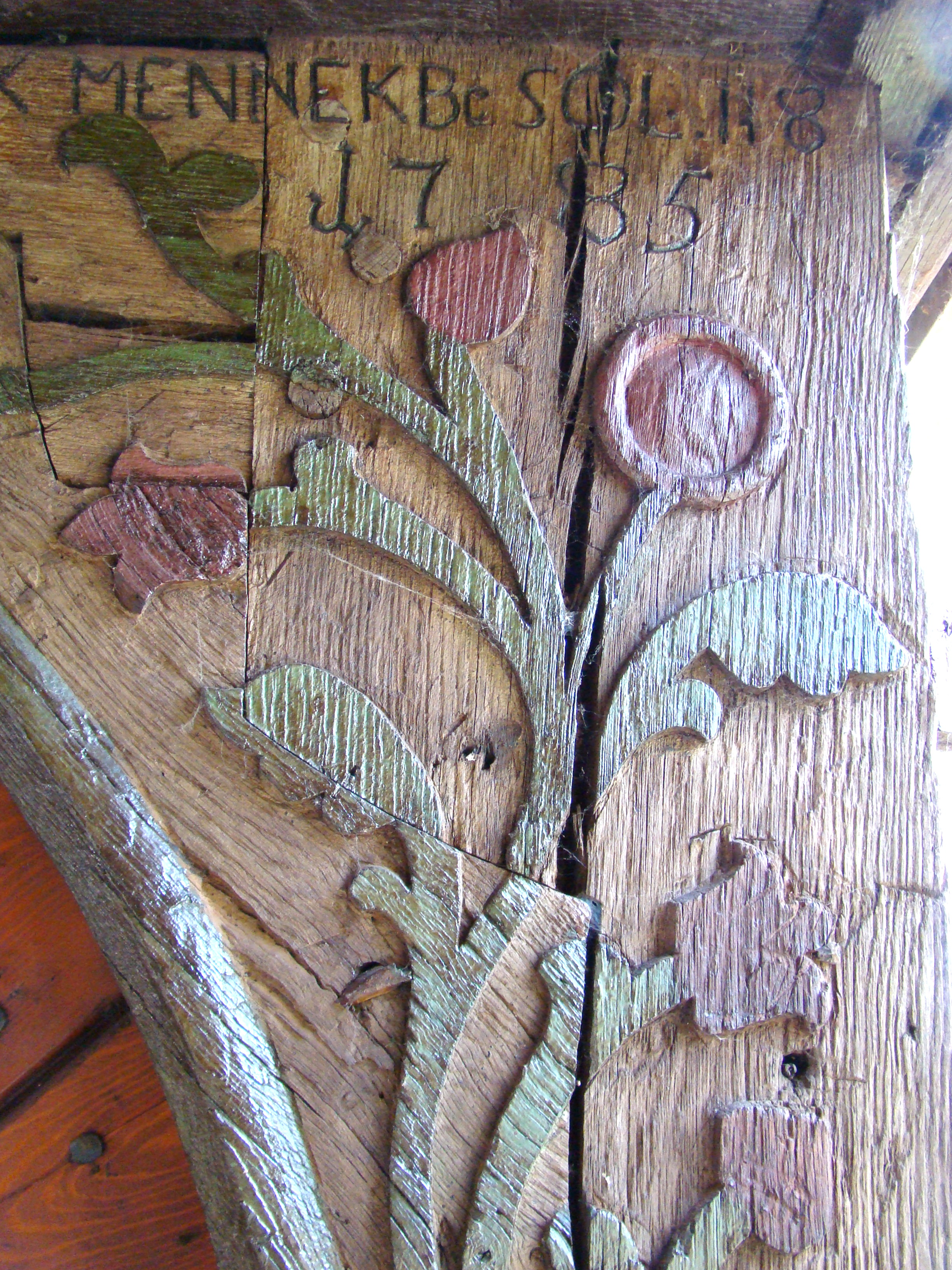
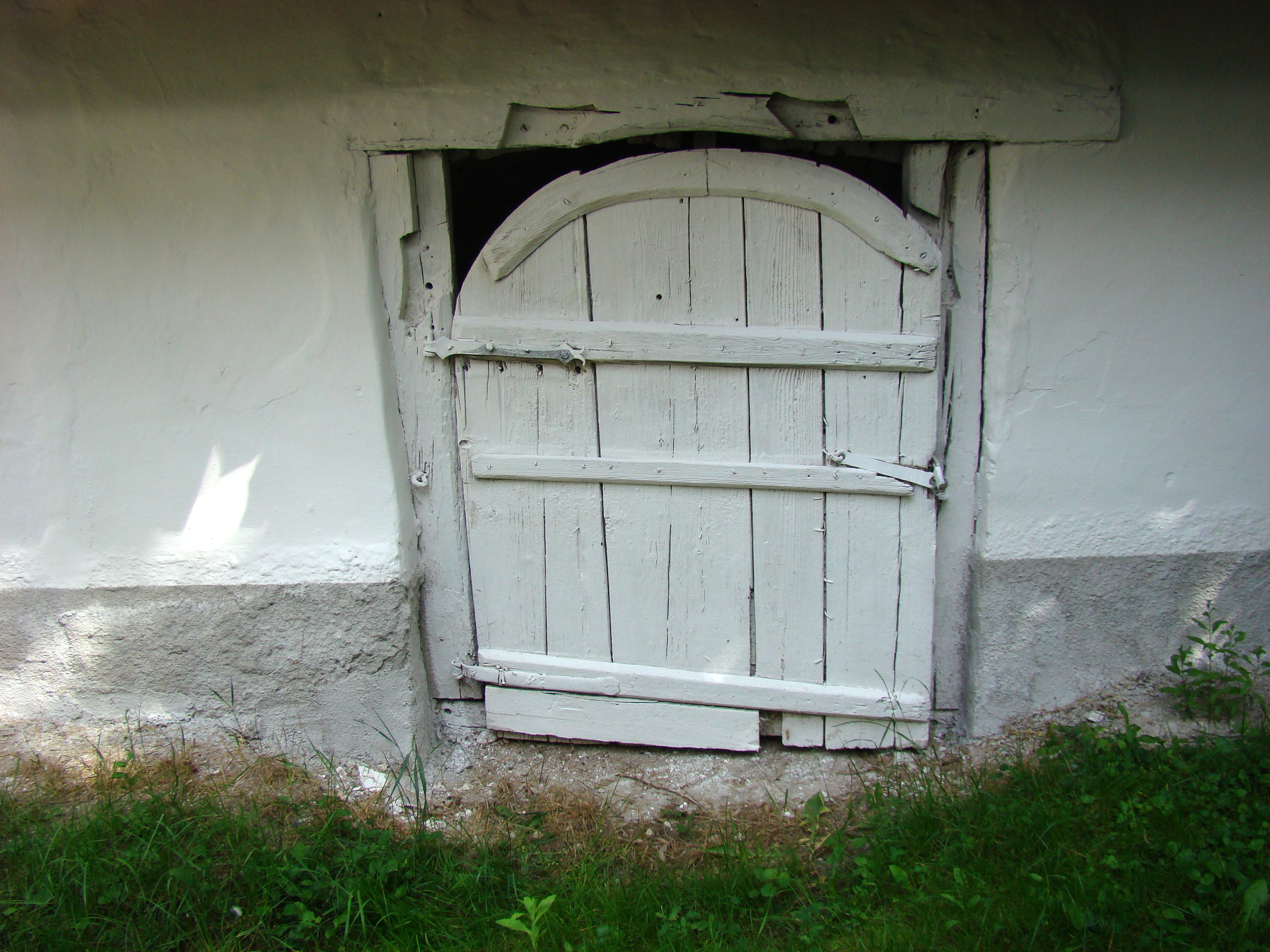
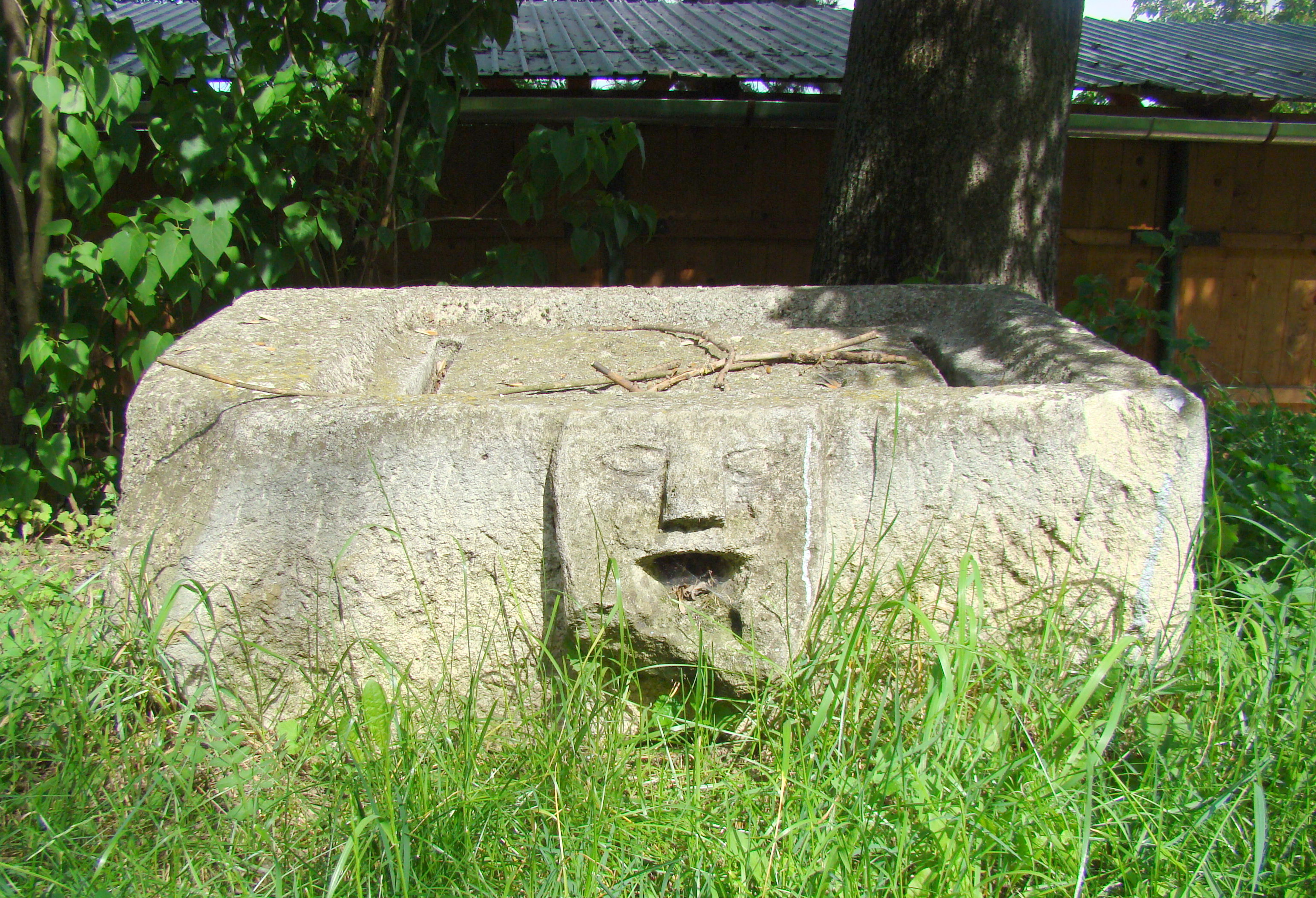
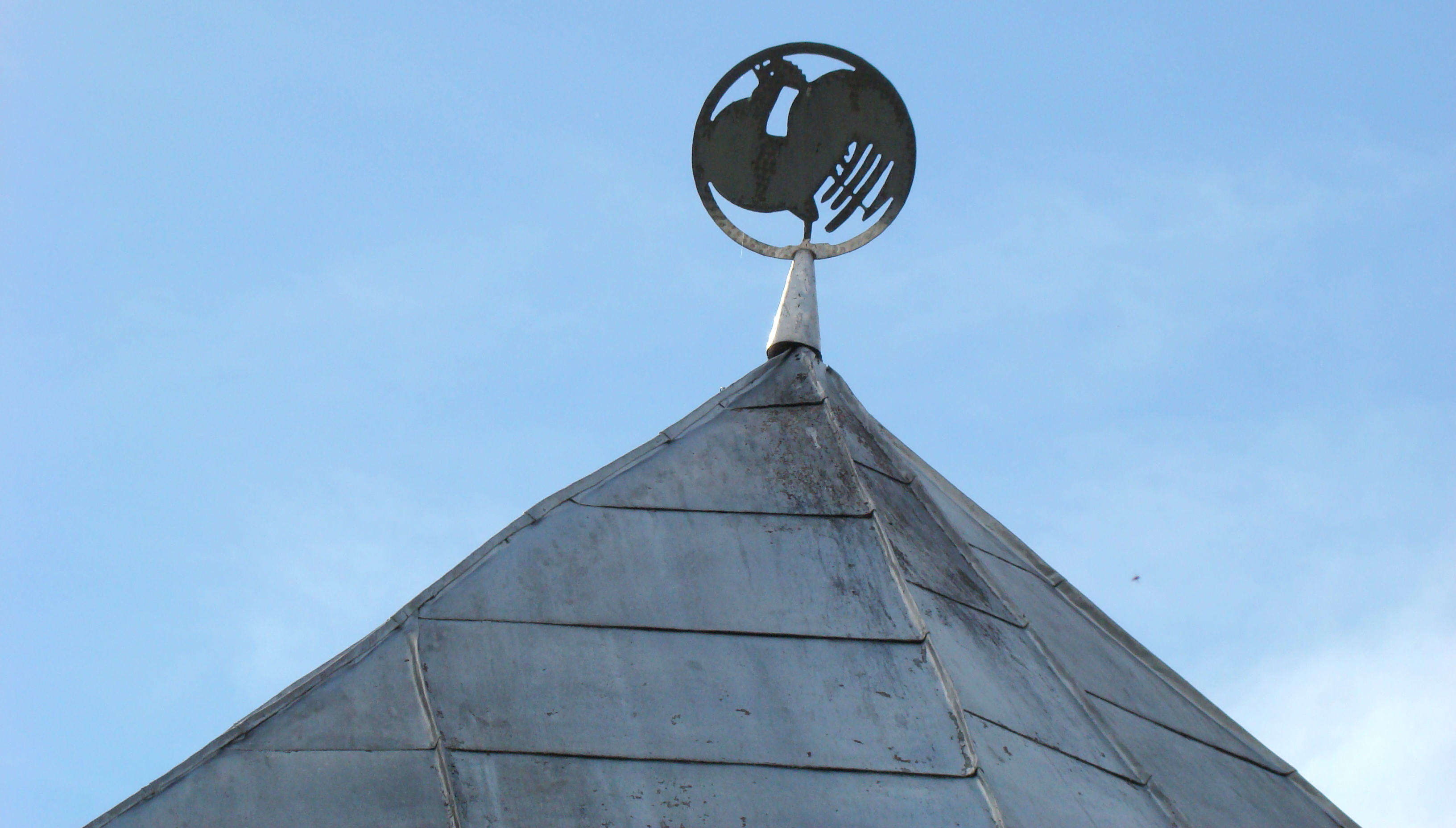
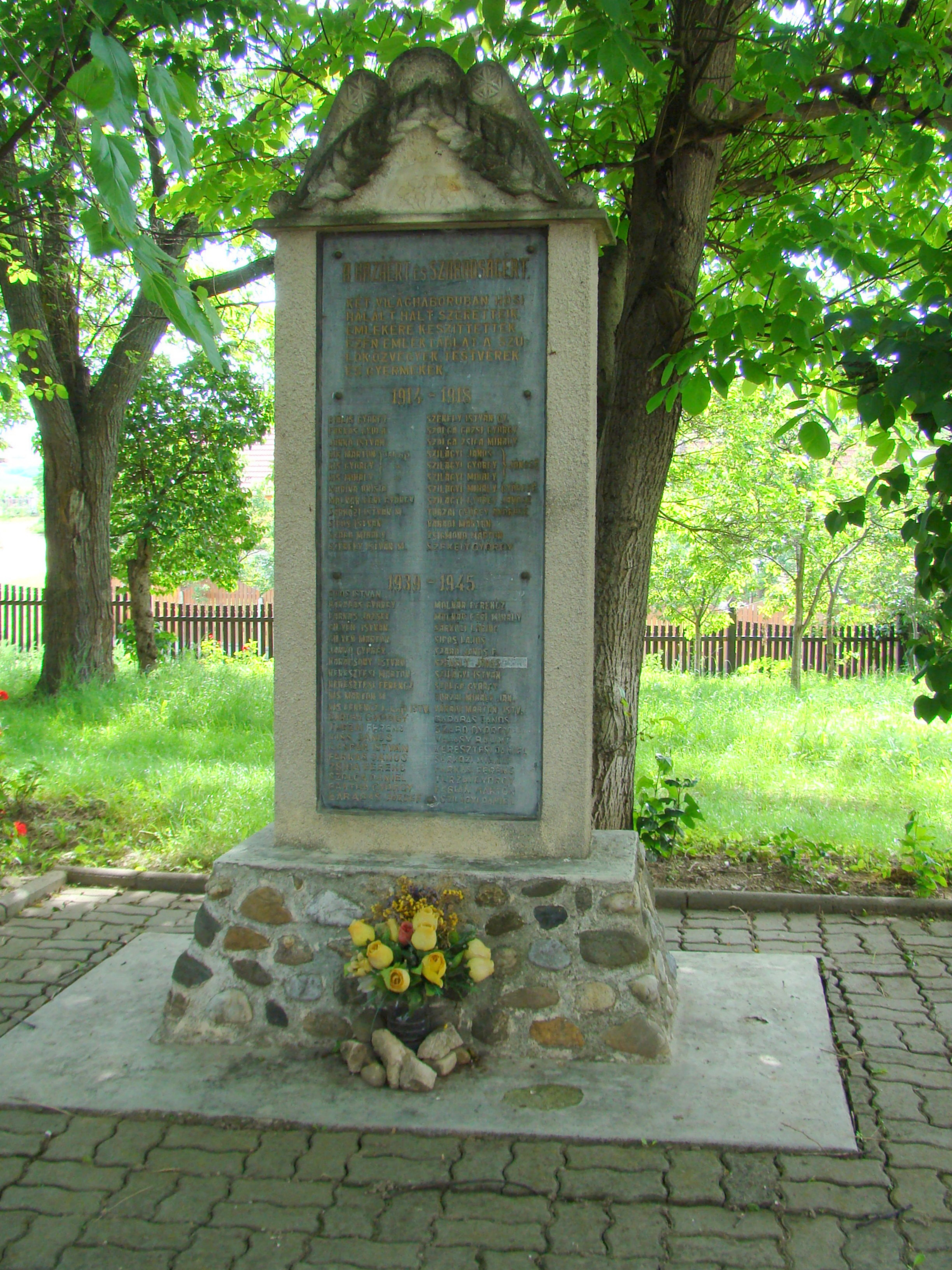
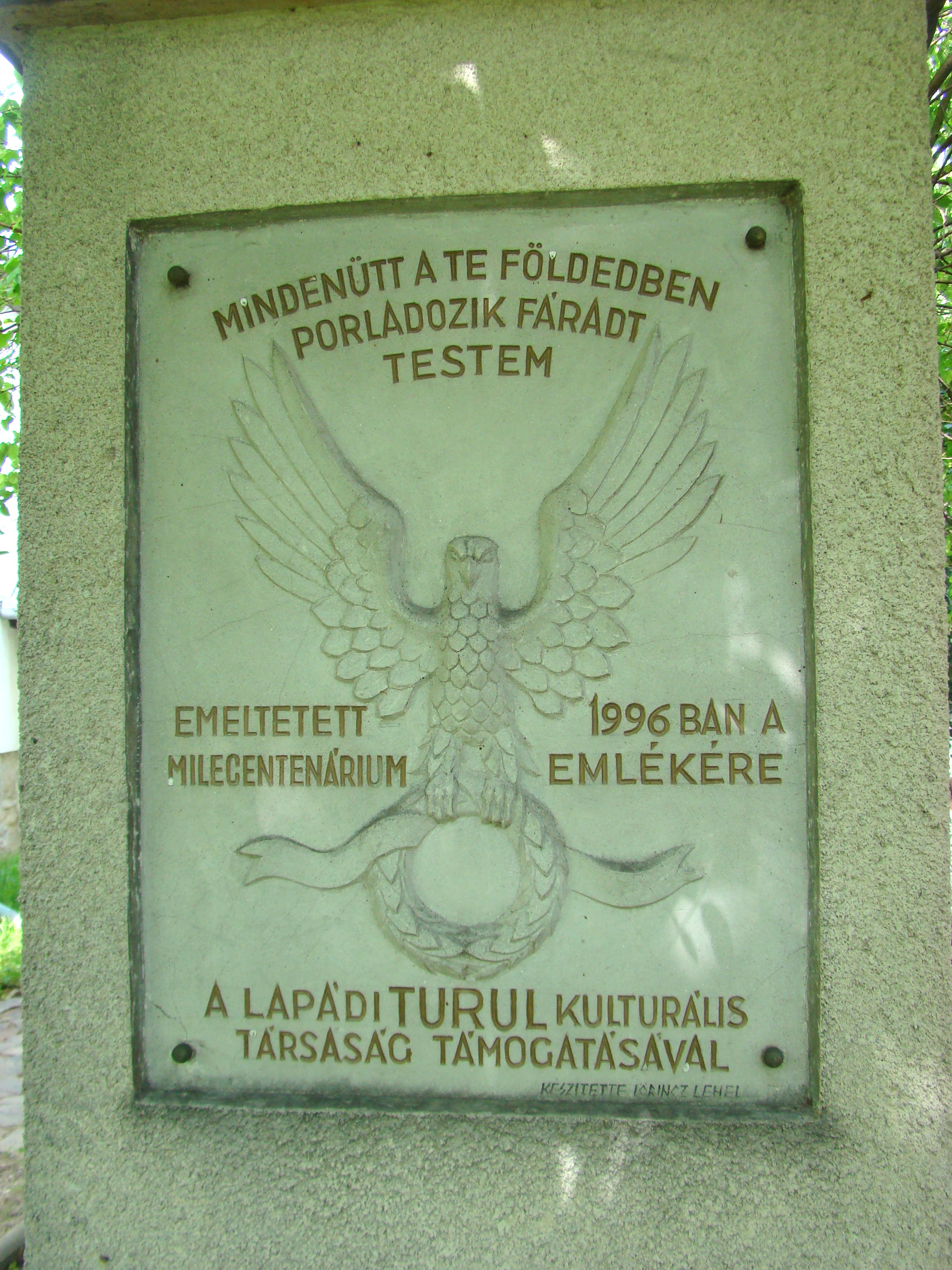
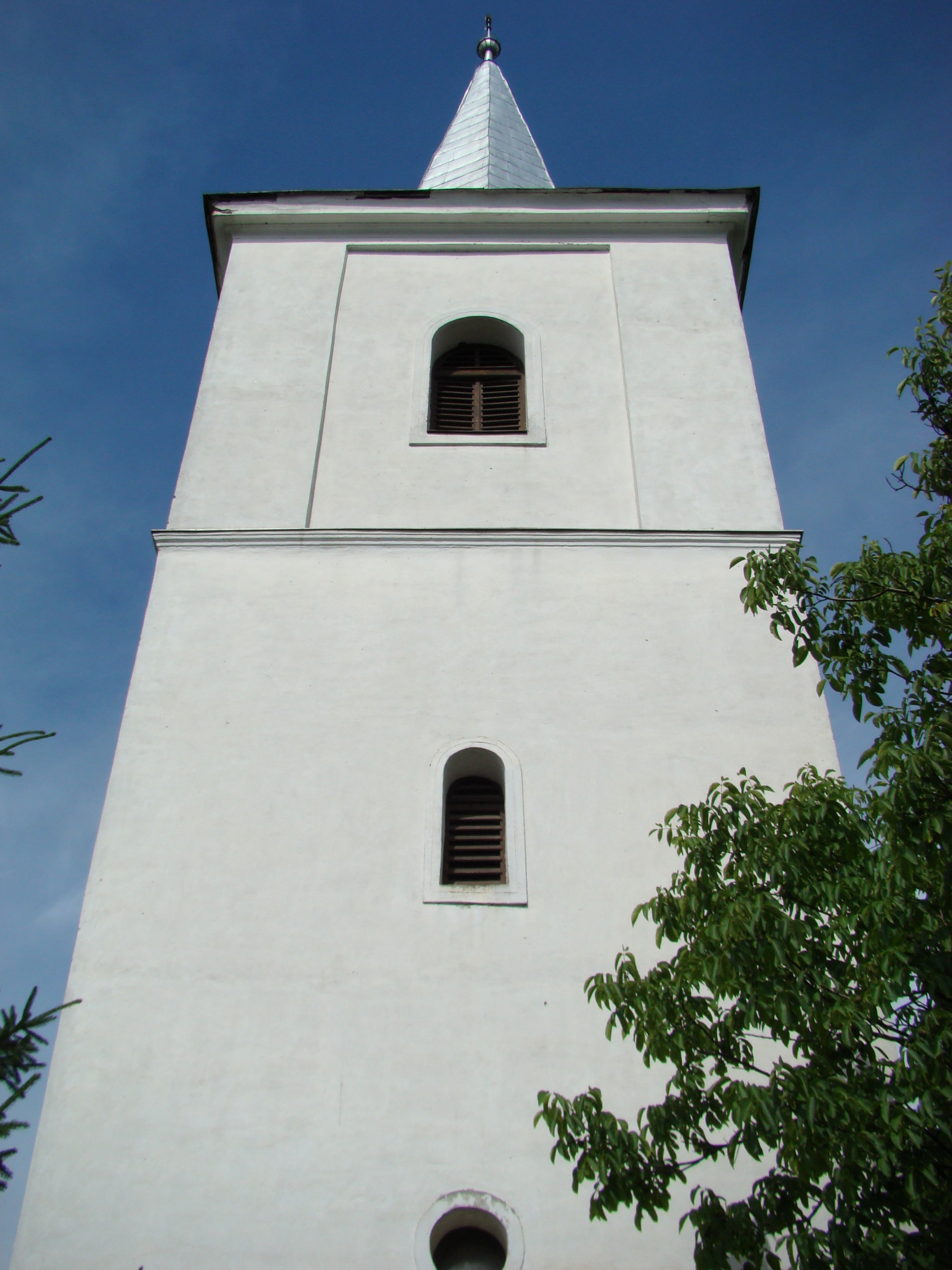
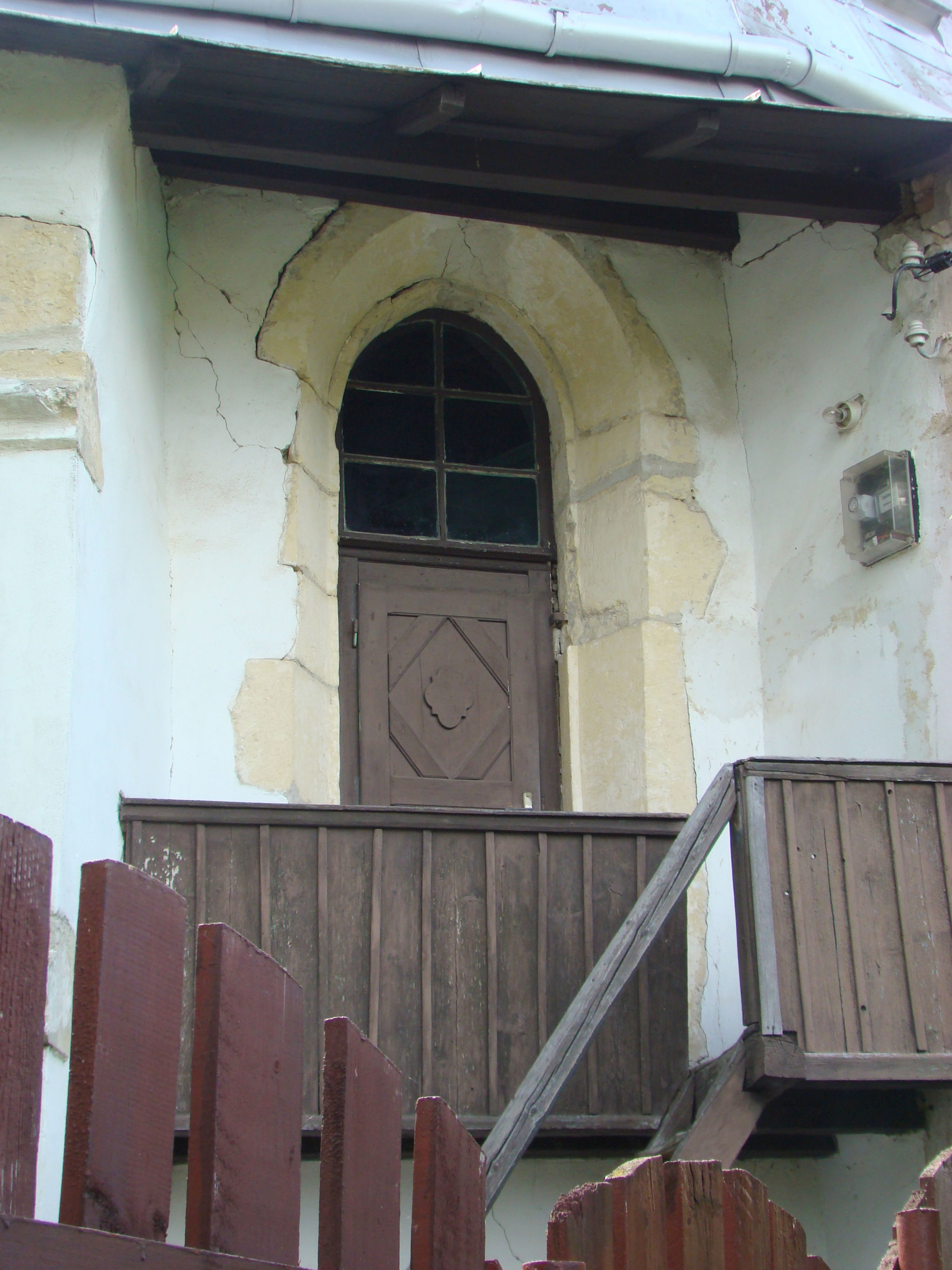
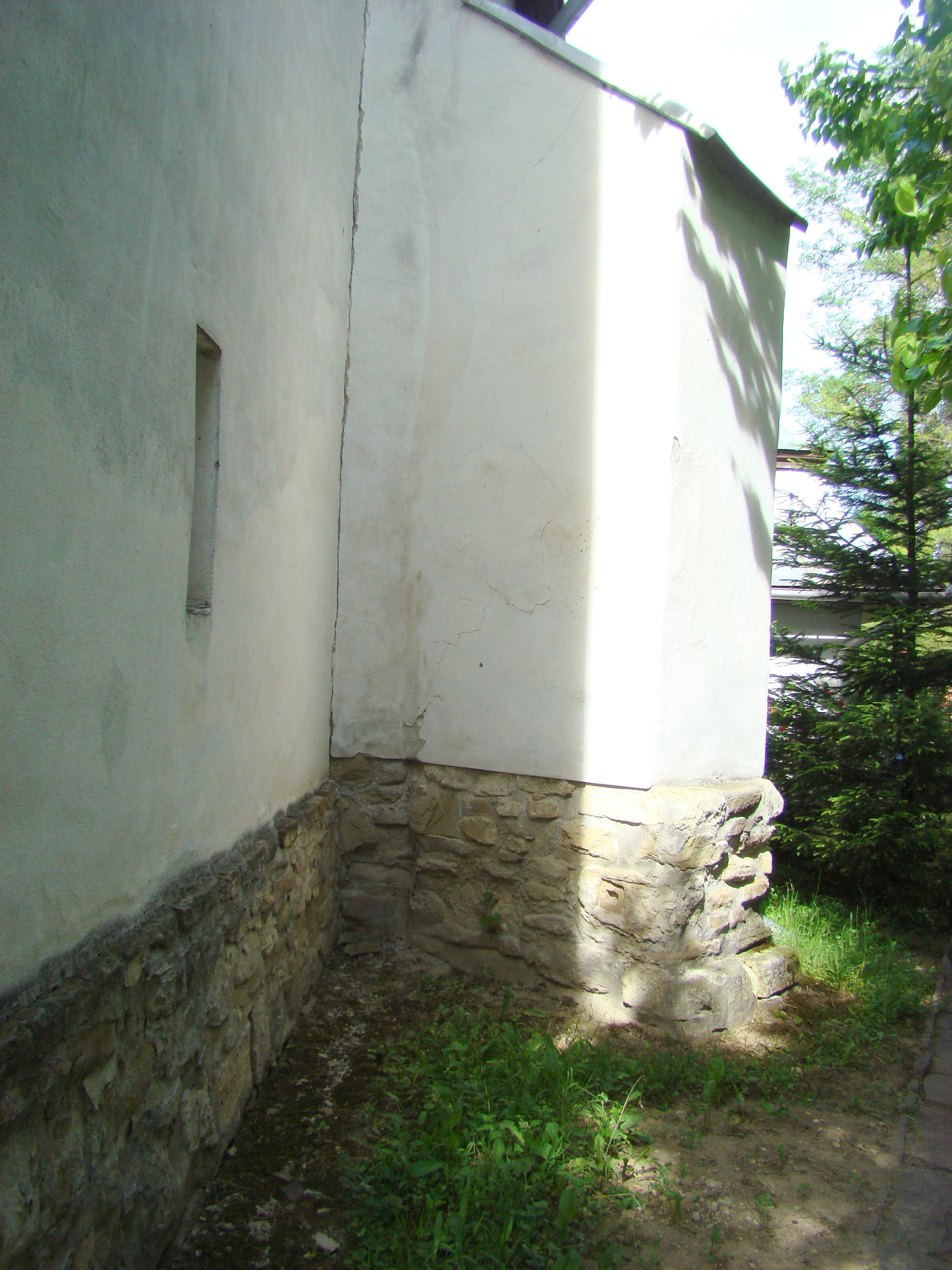
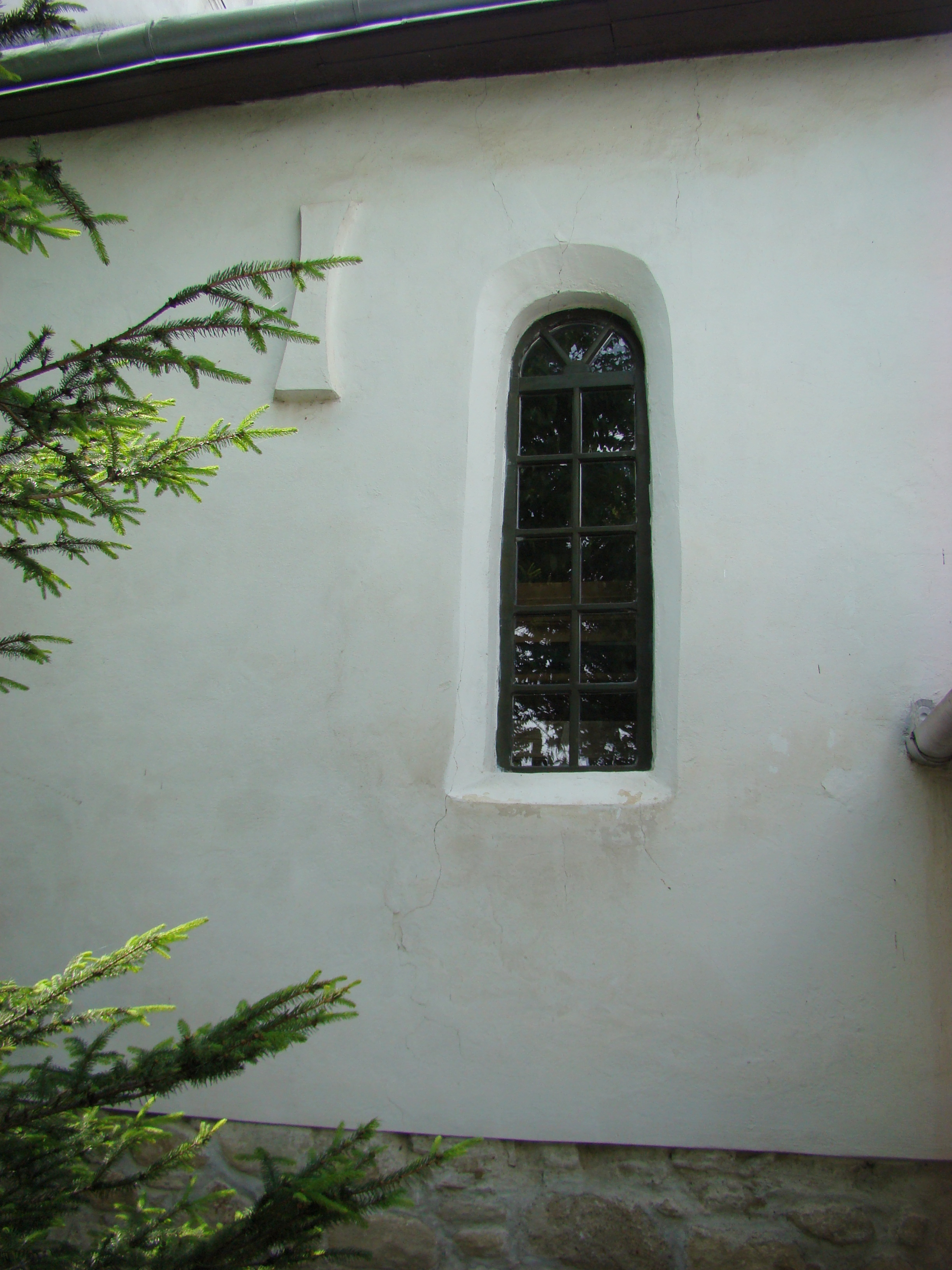
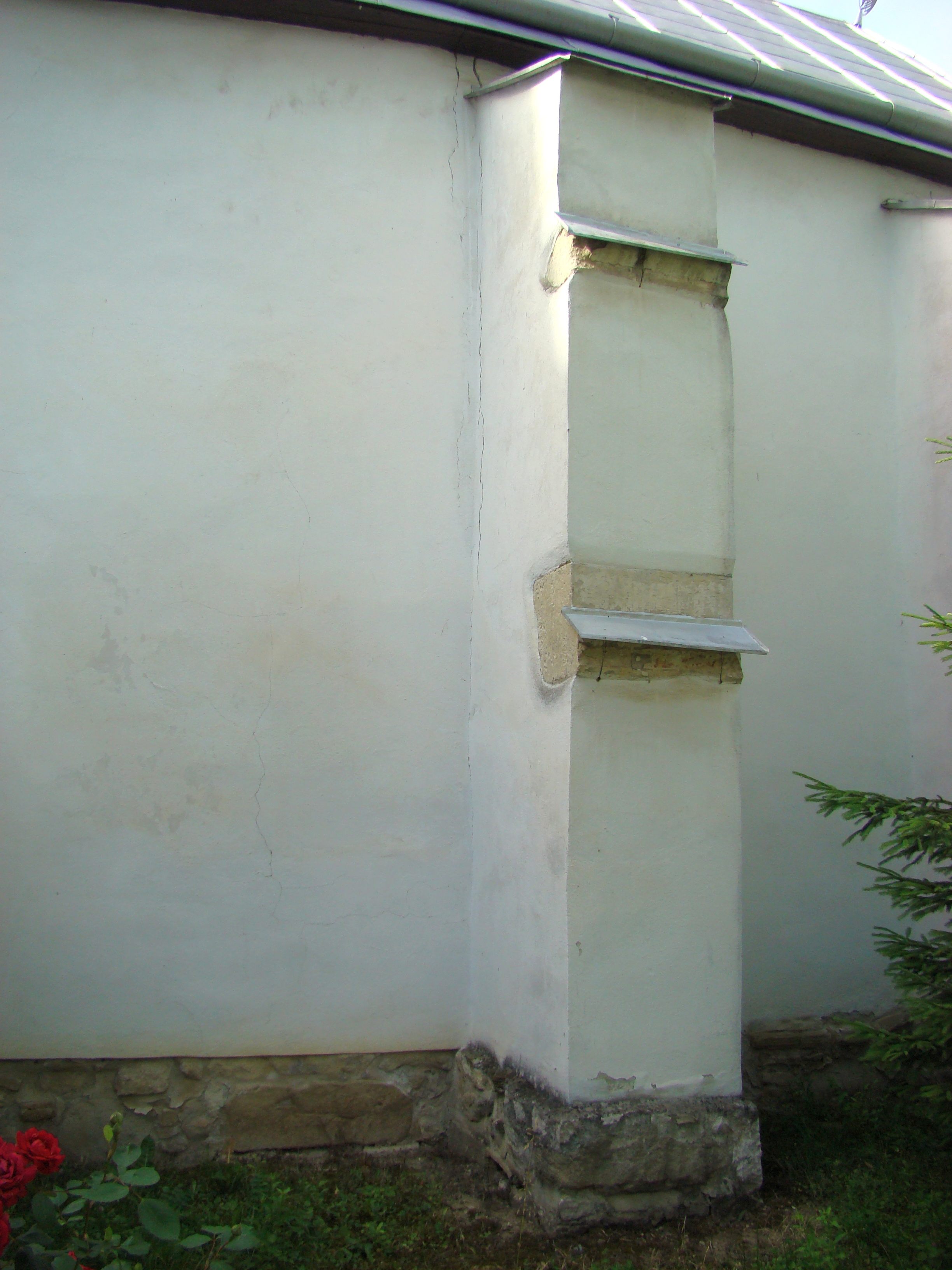
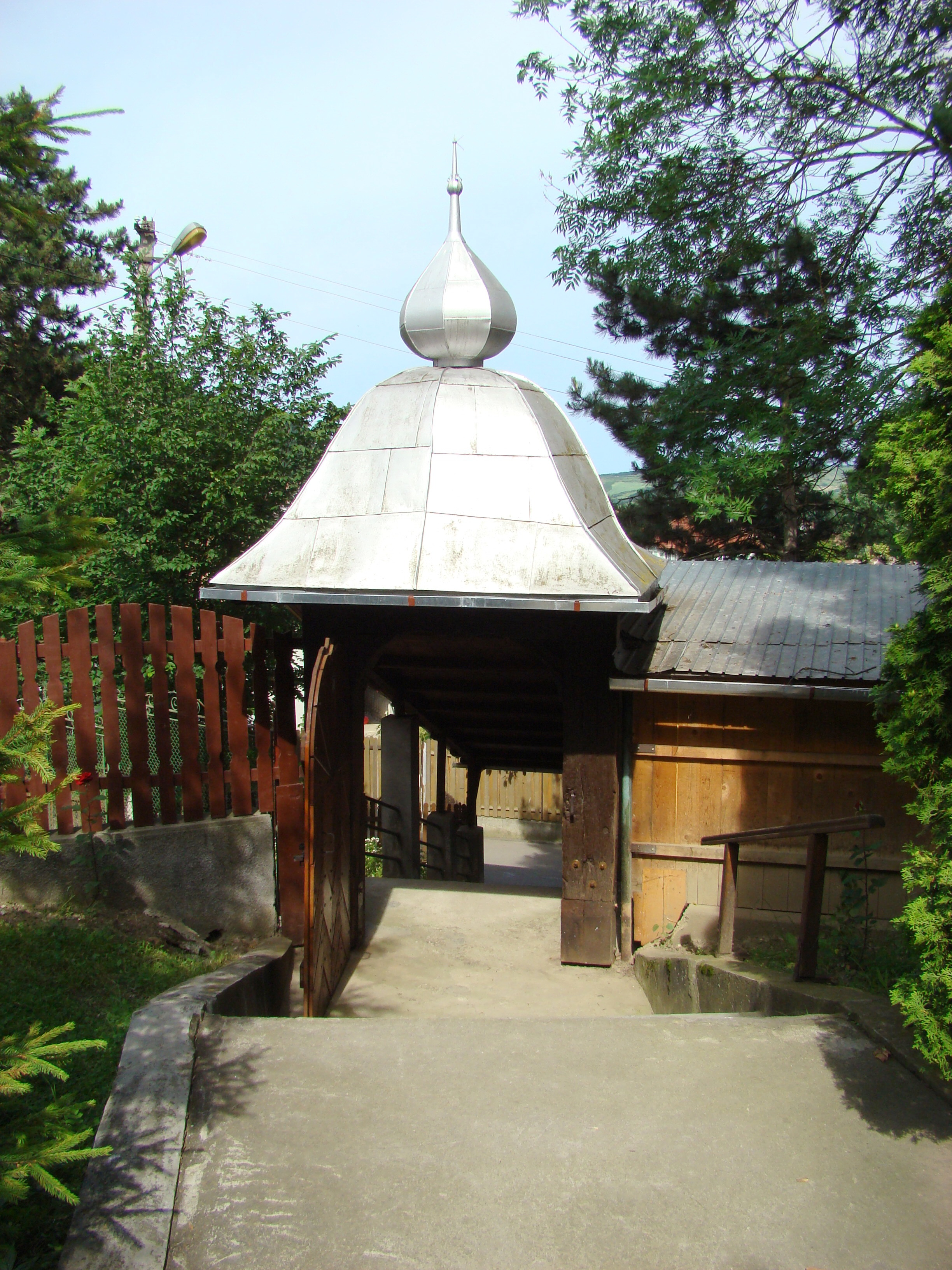
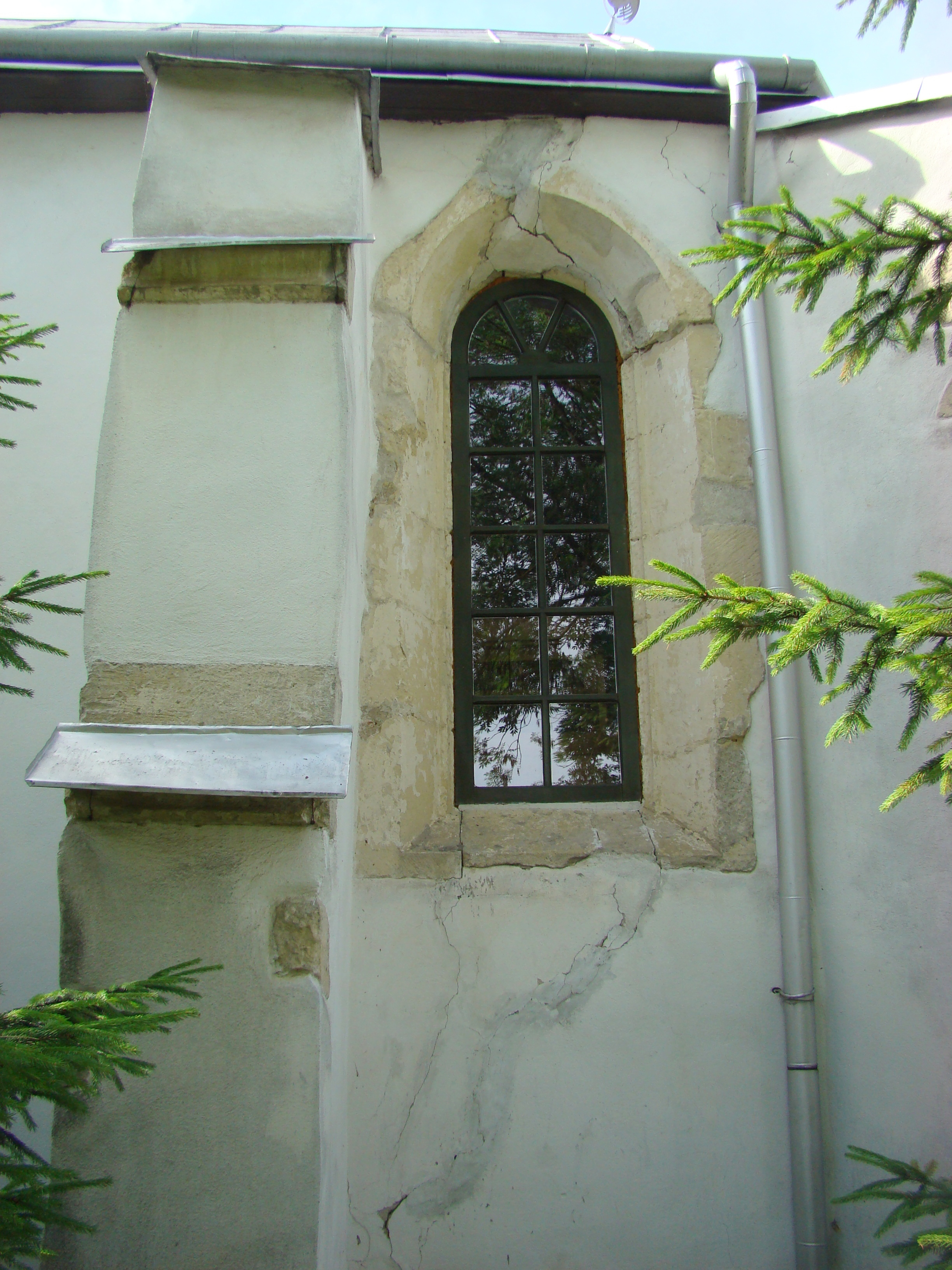
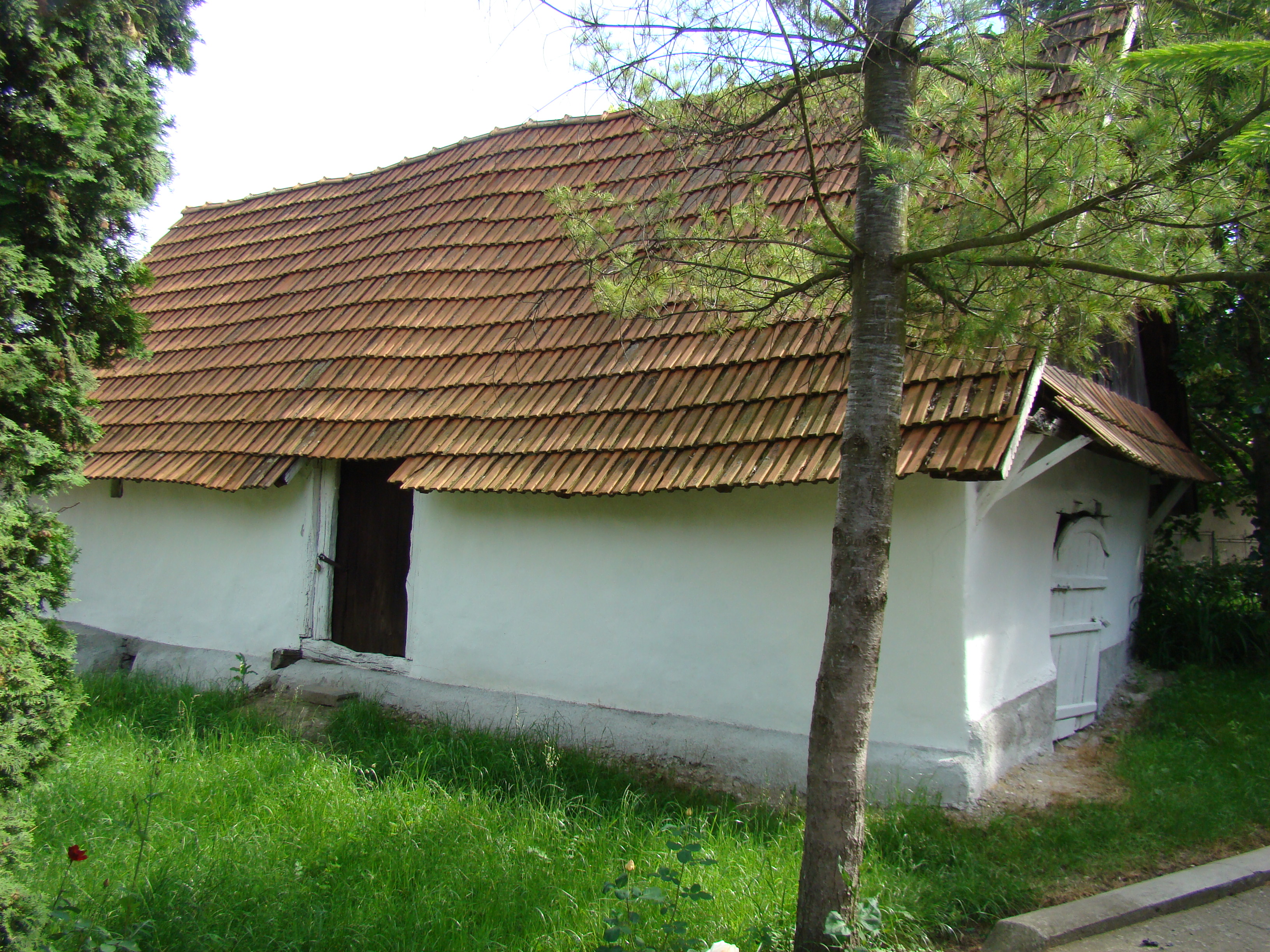
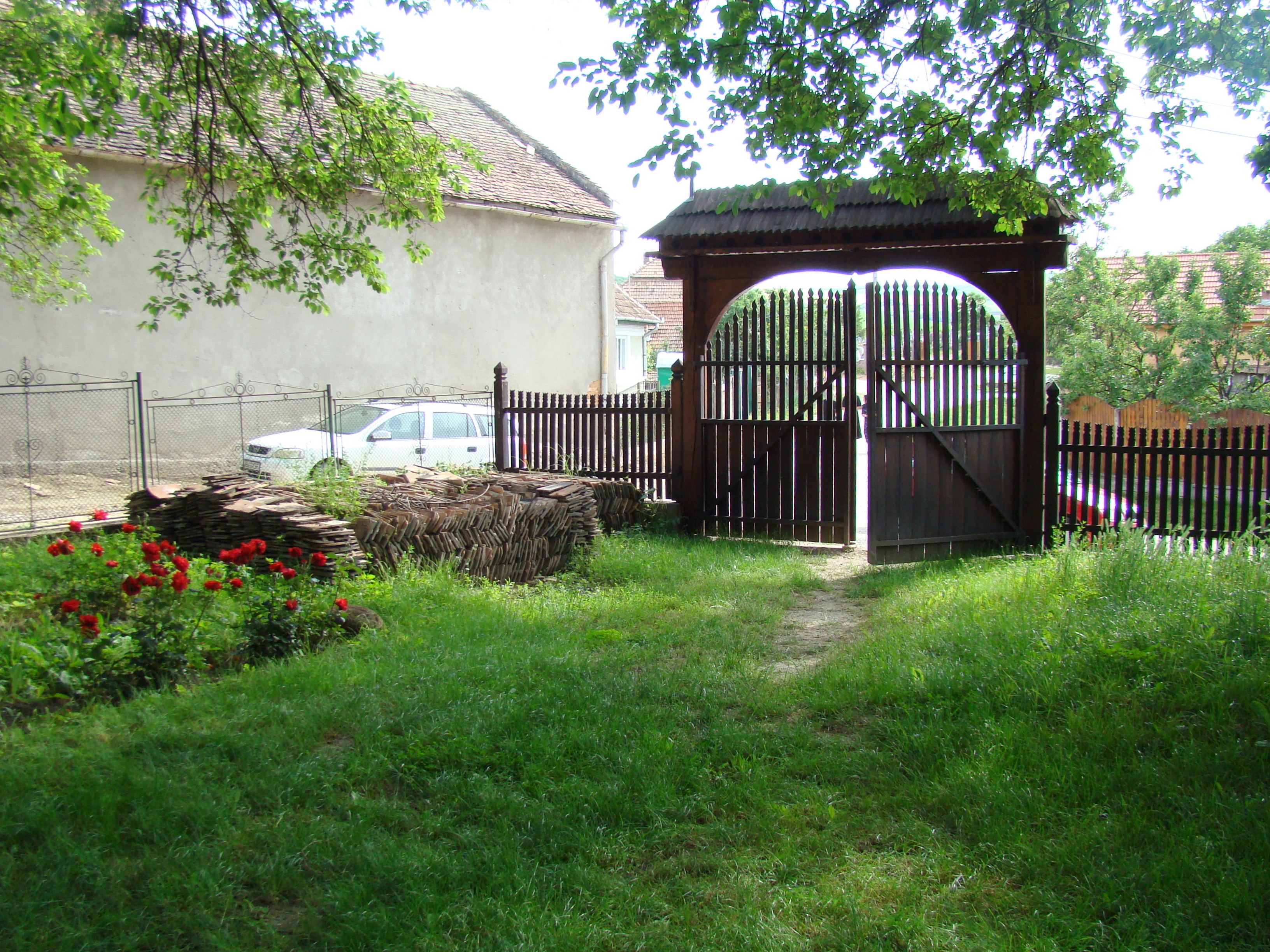
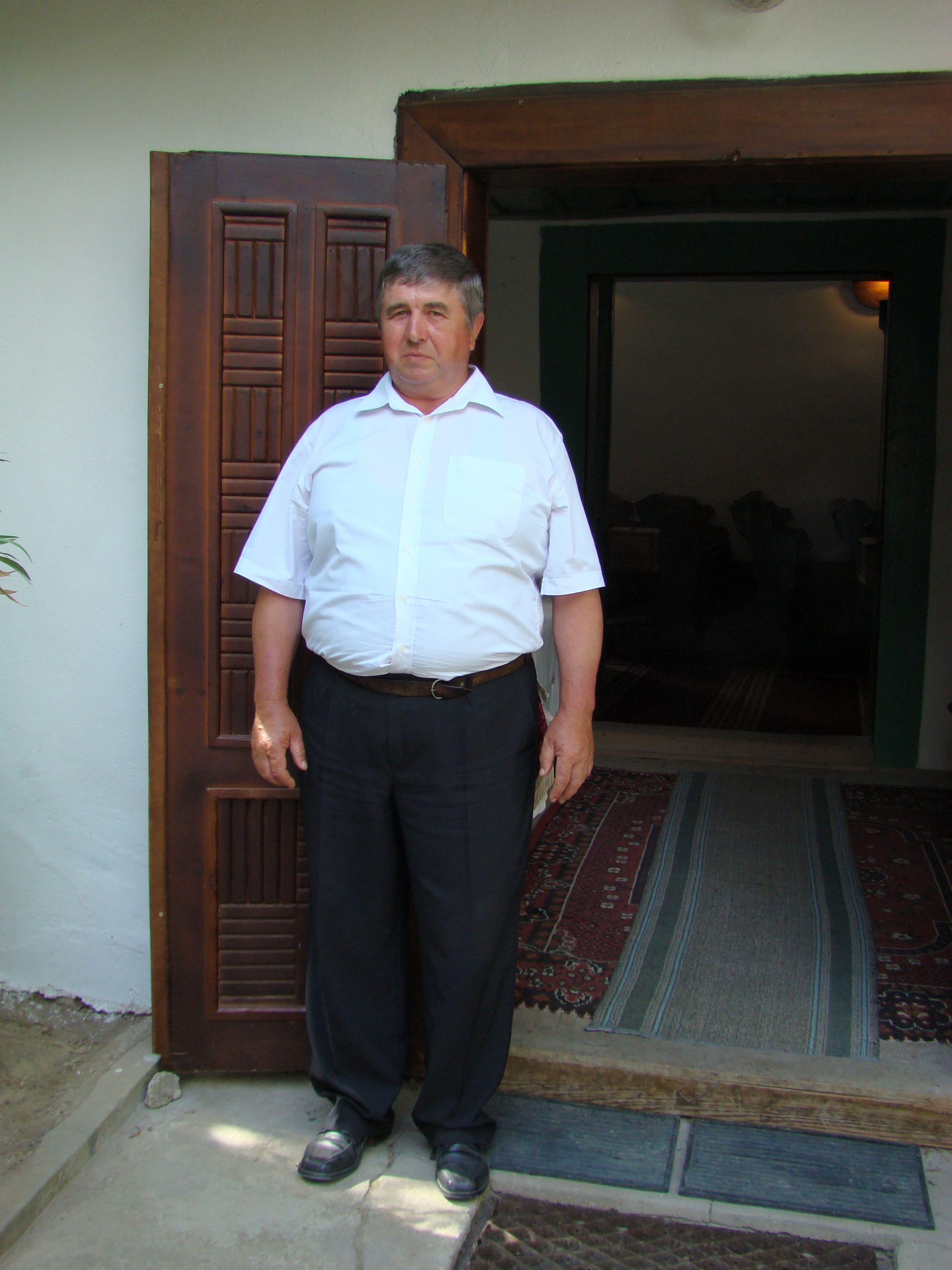
Epitropul bisericii reformate din Lopadea Nouă: Tamas Gyorgy
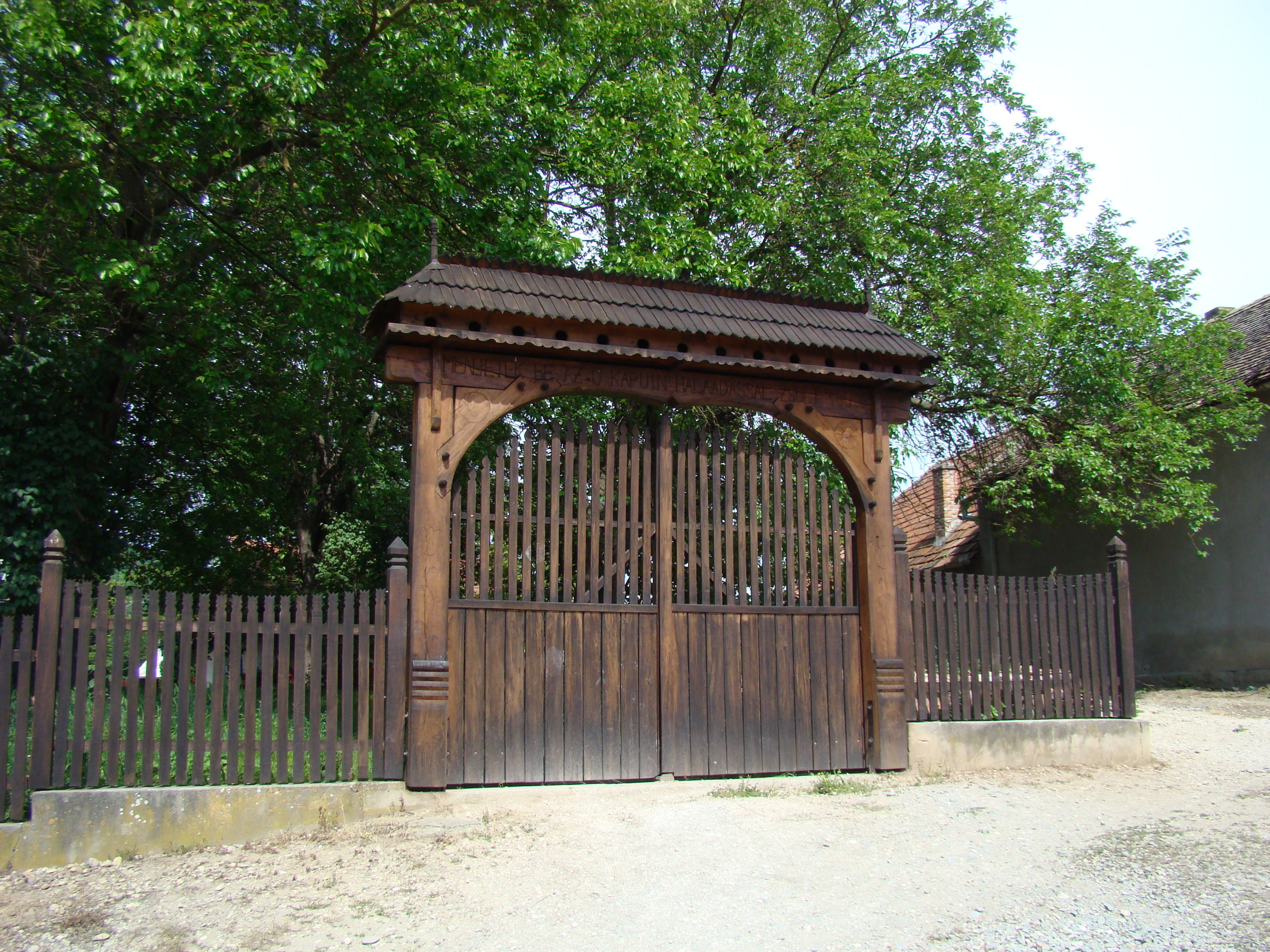
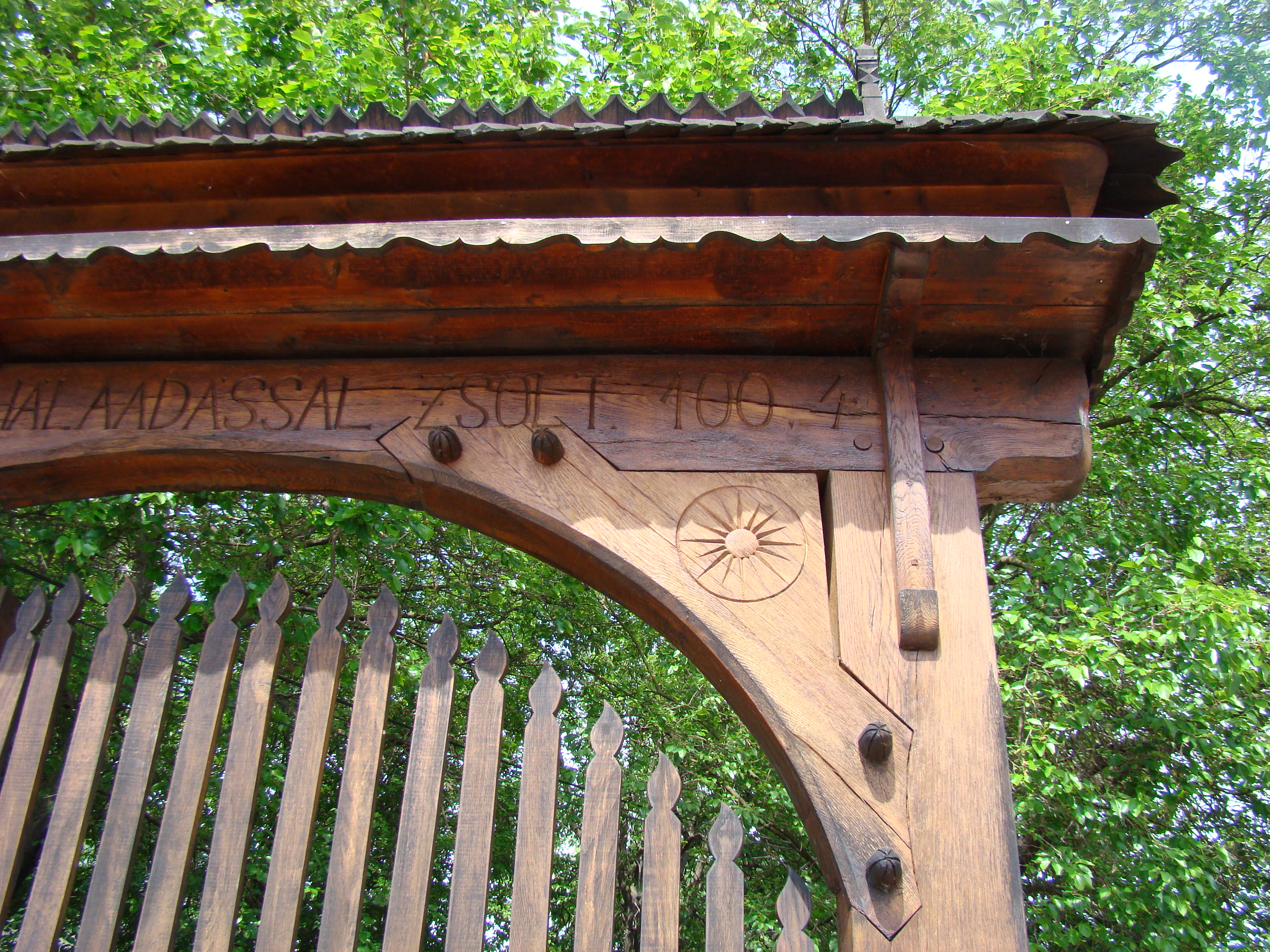
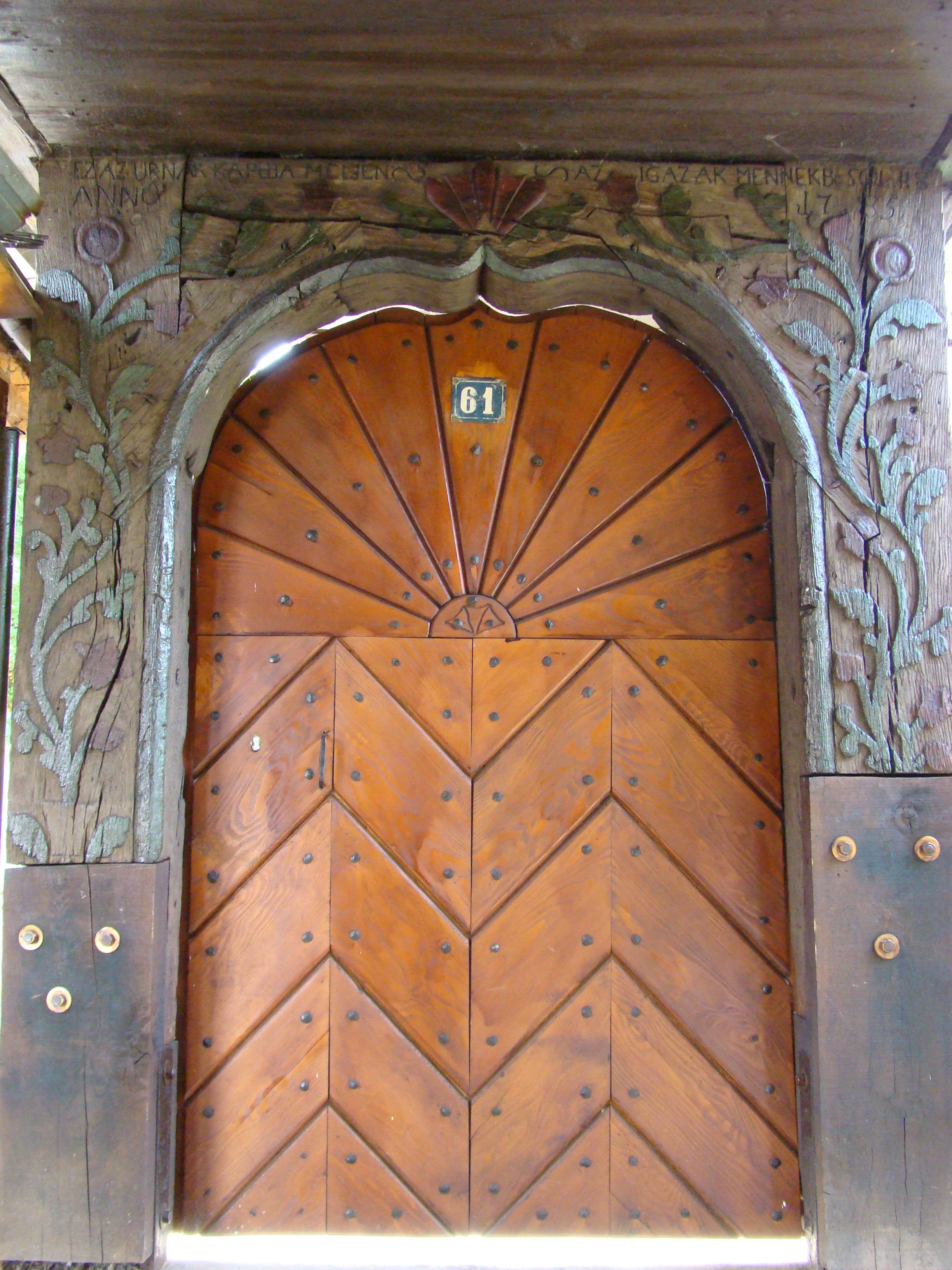
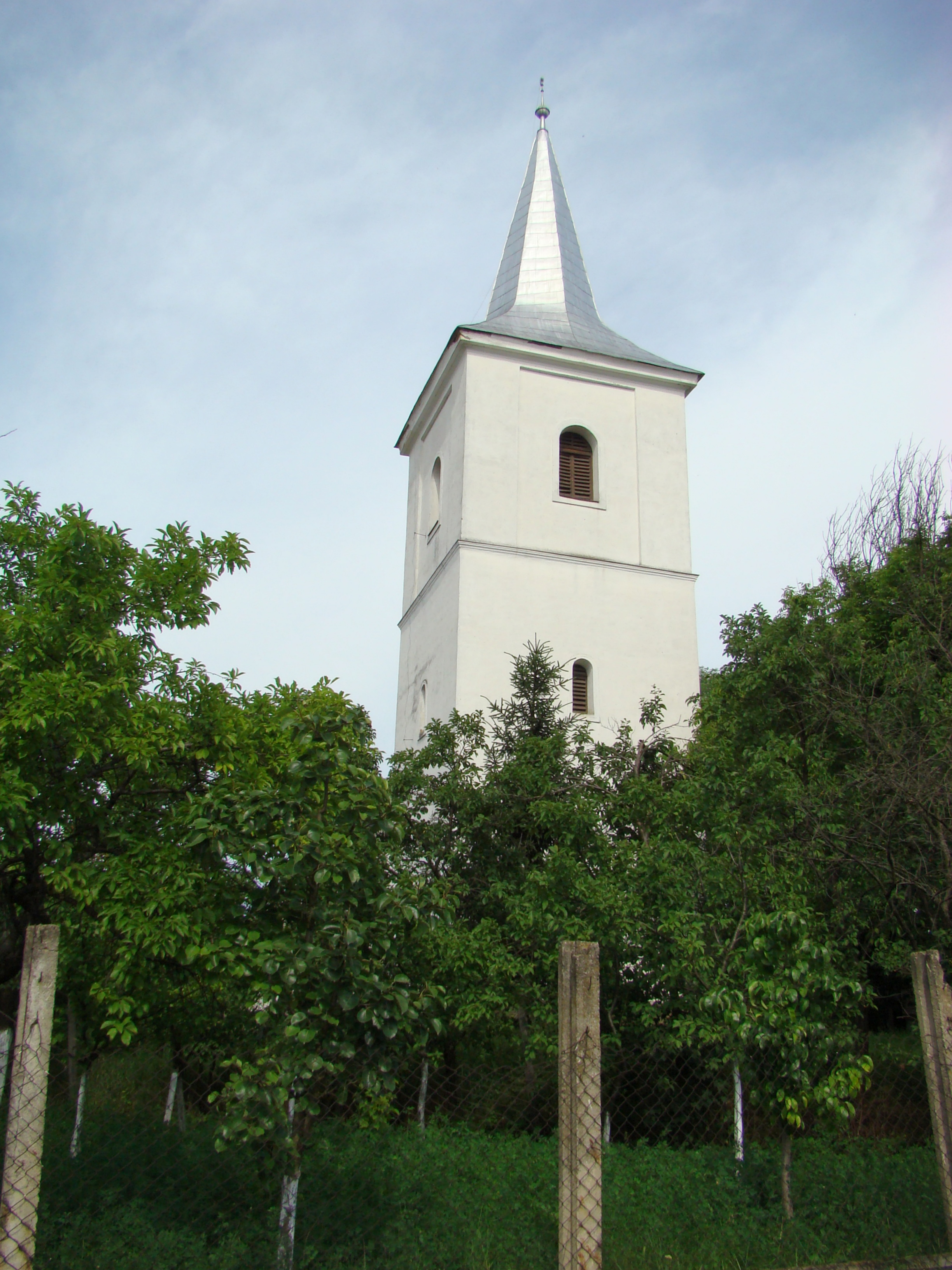

## Imagini din interior

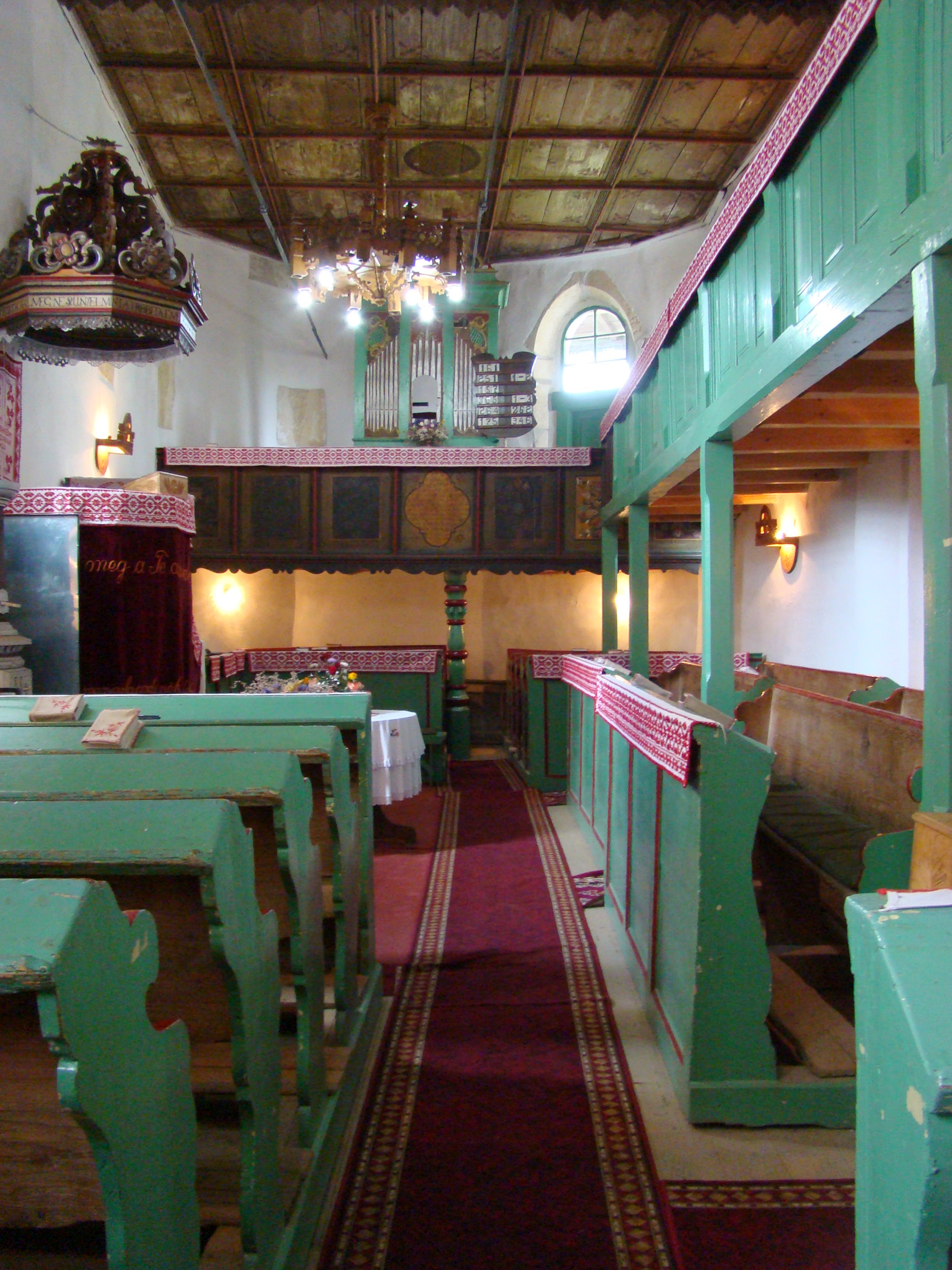
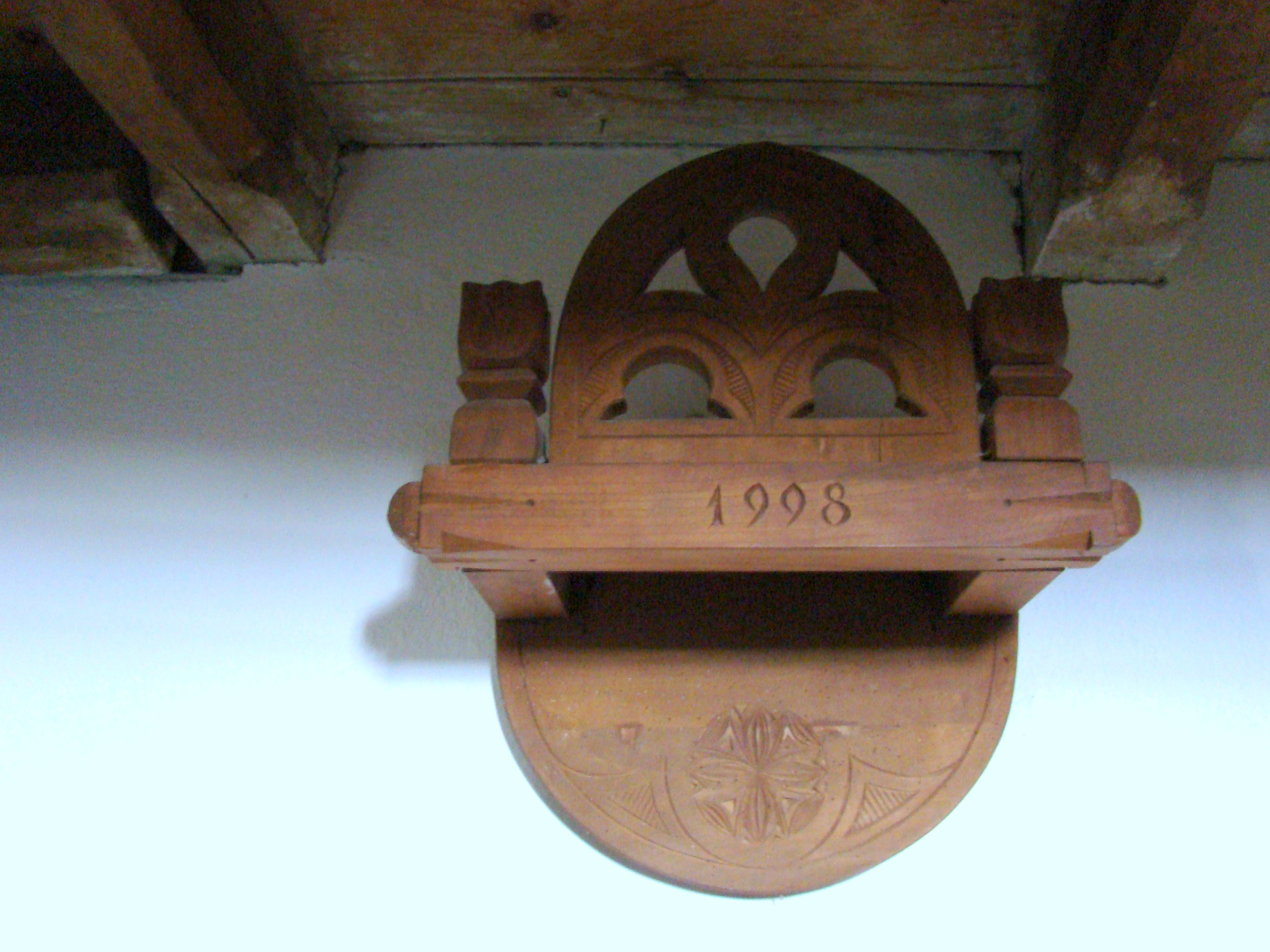
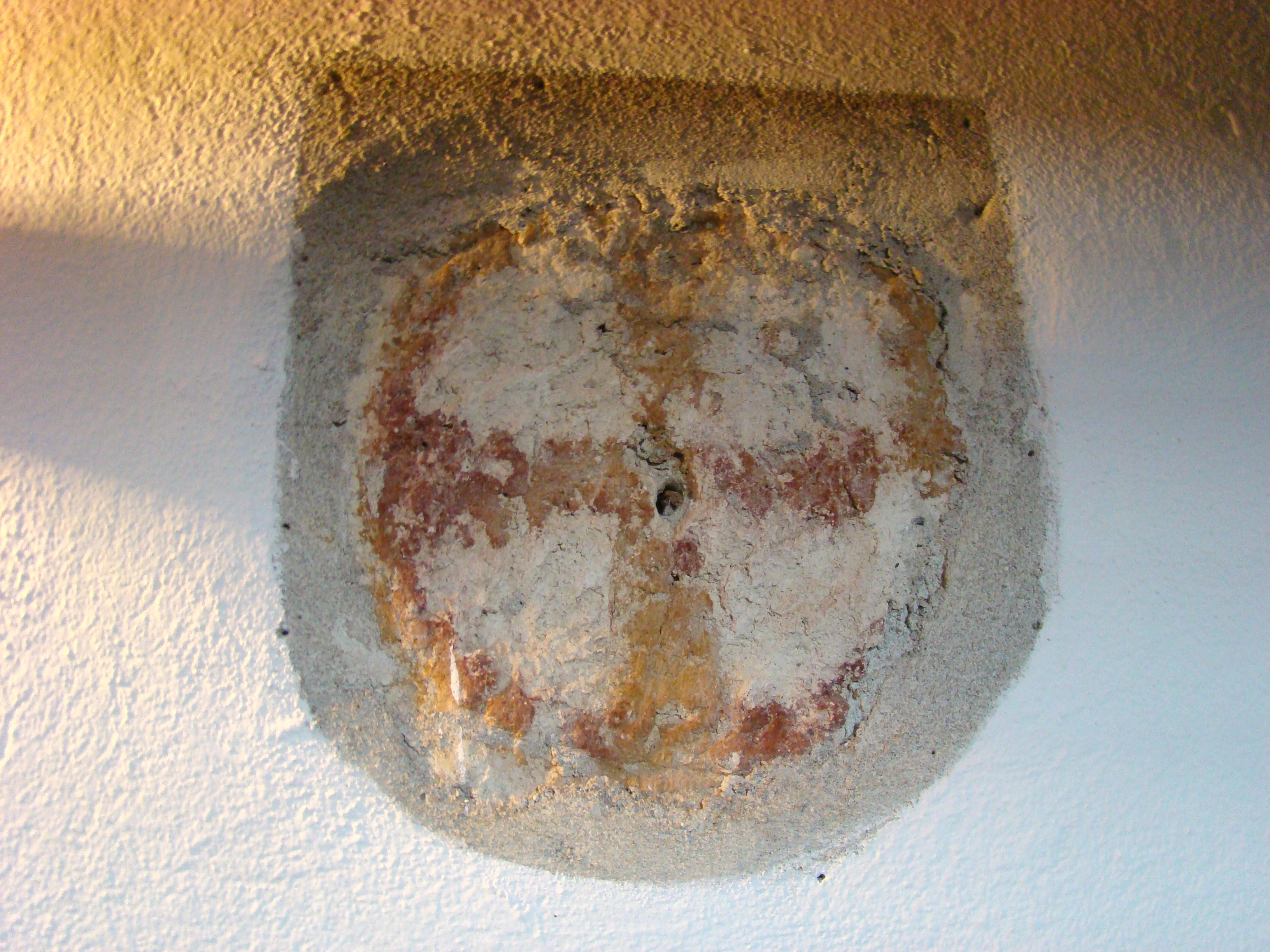
Cruce de consacrare⁠(en)[traduceți] păstrată din perioada catolică.
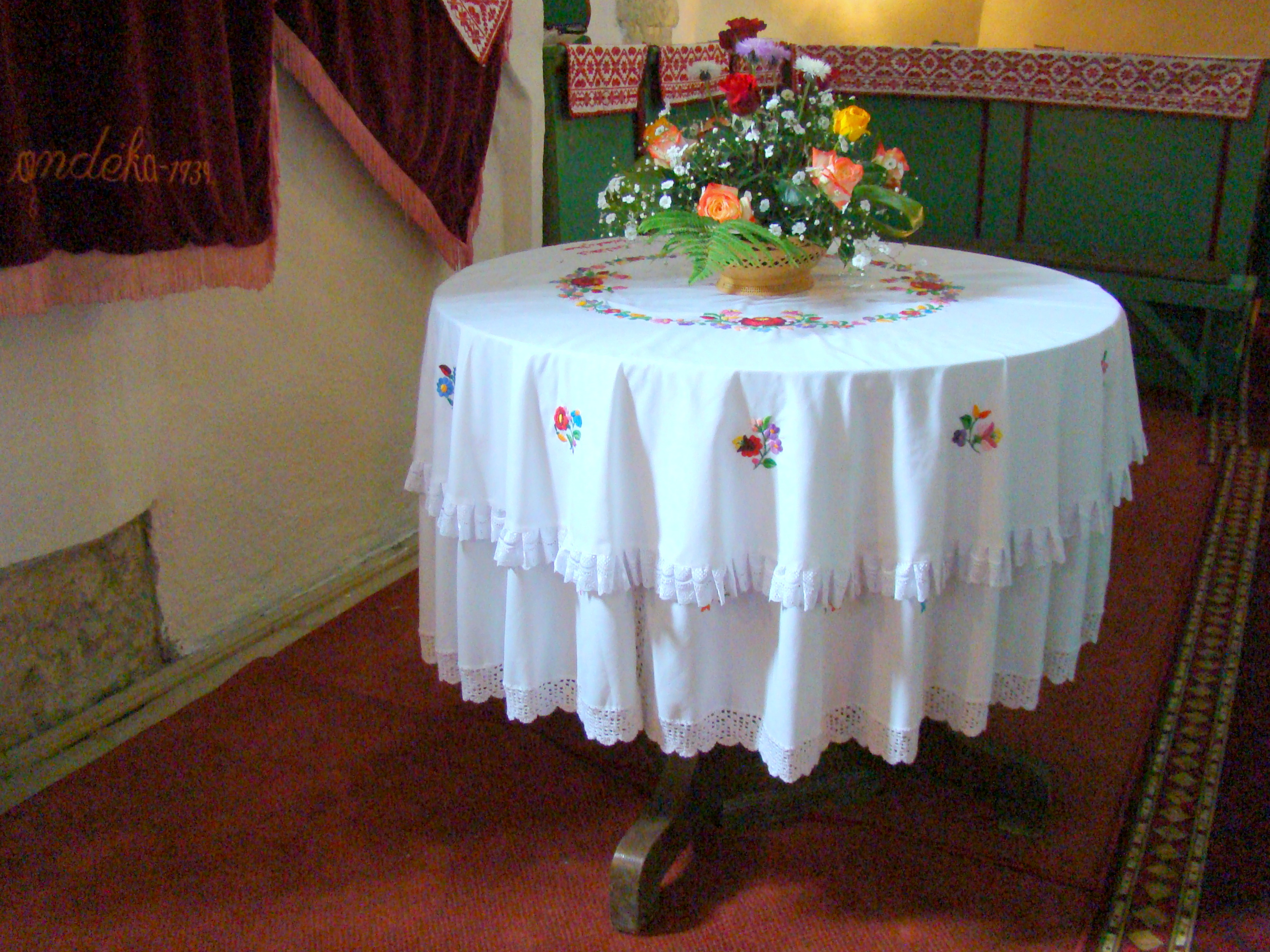
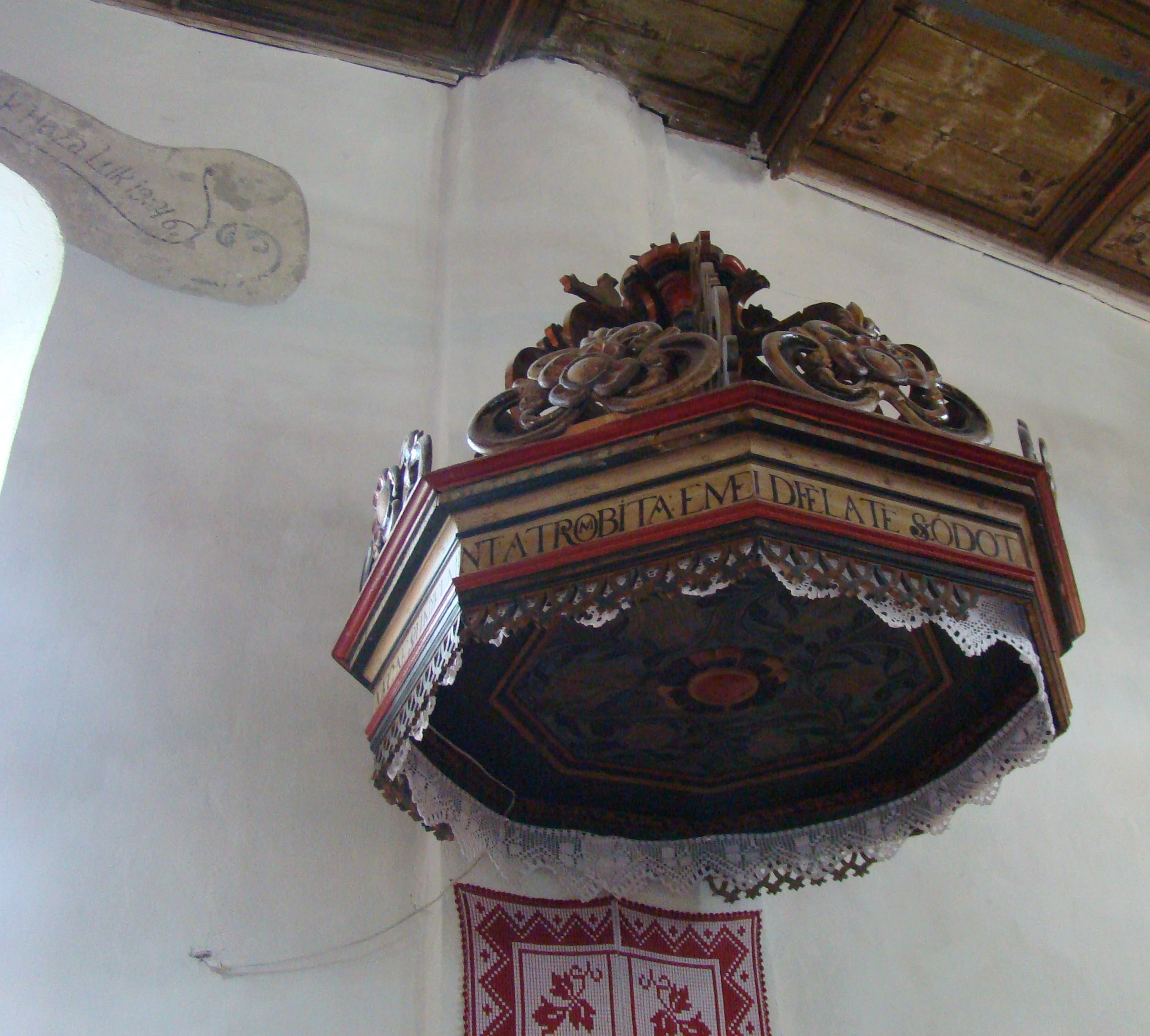
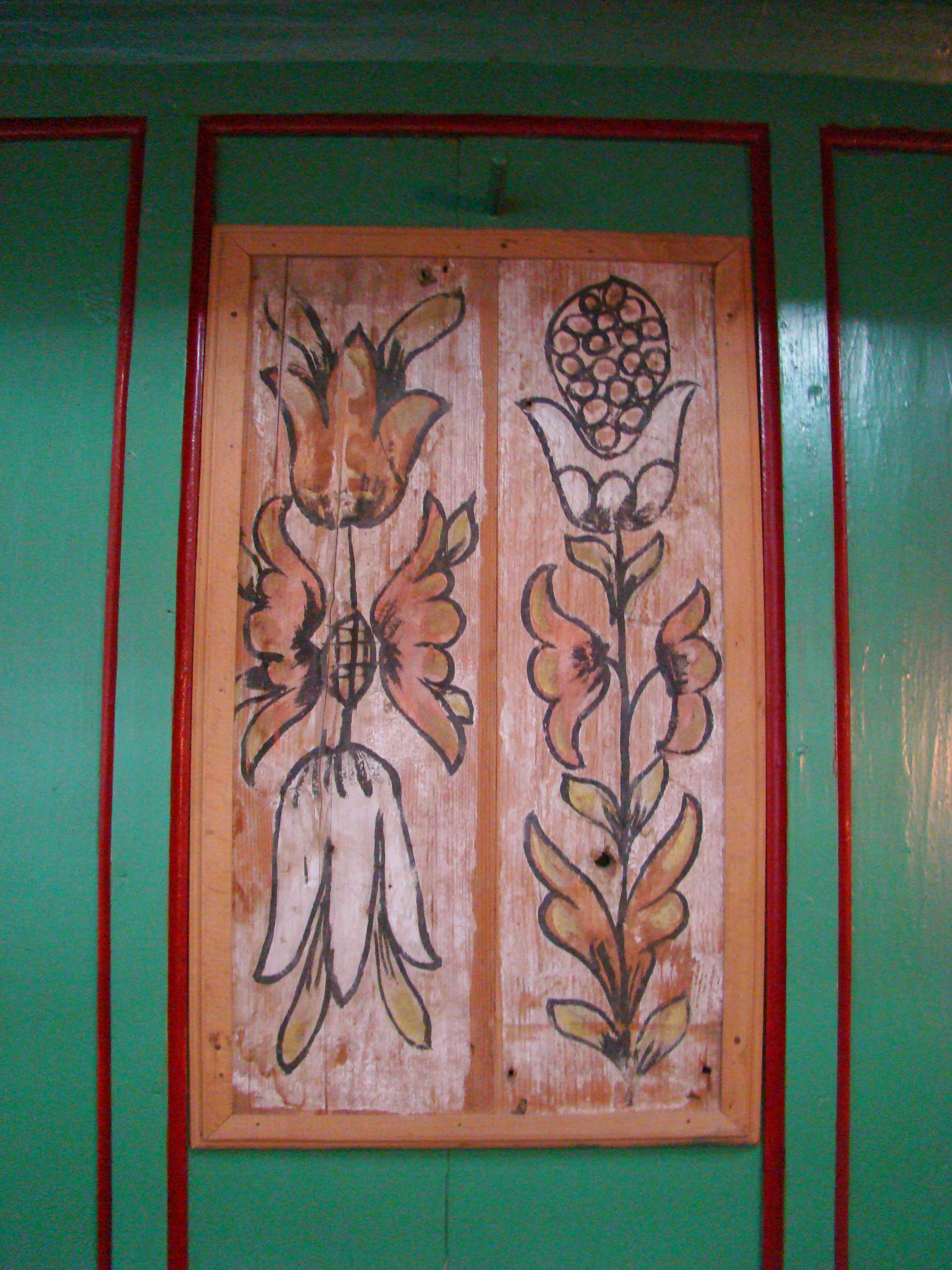
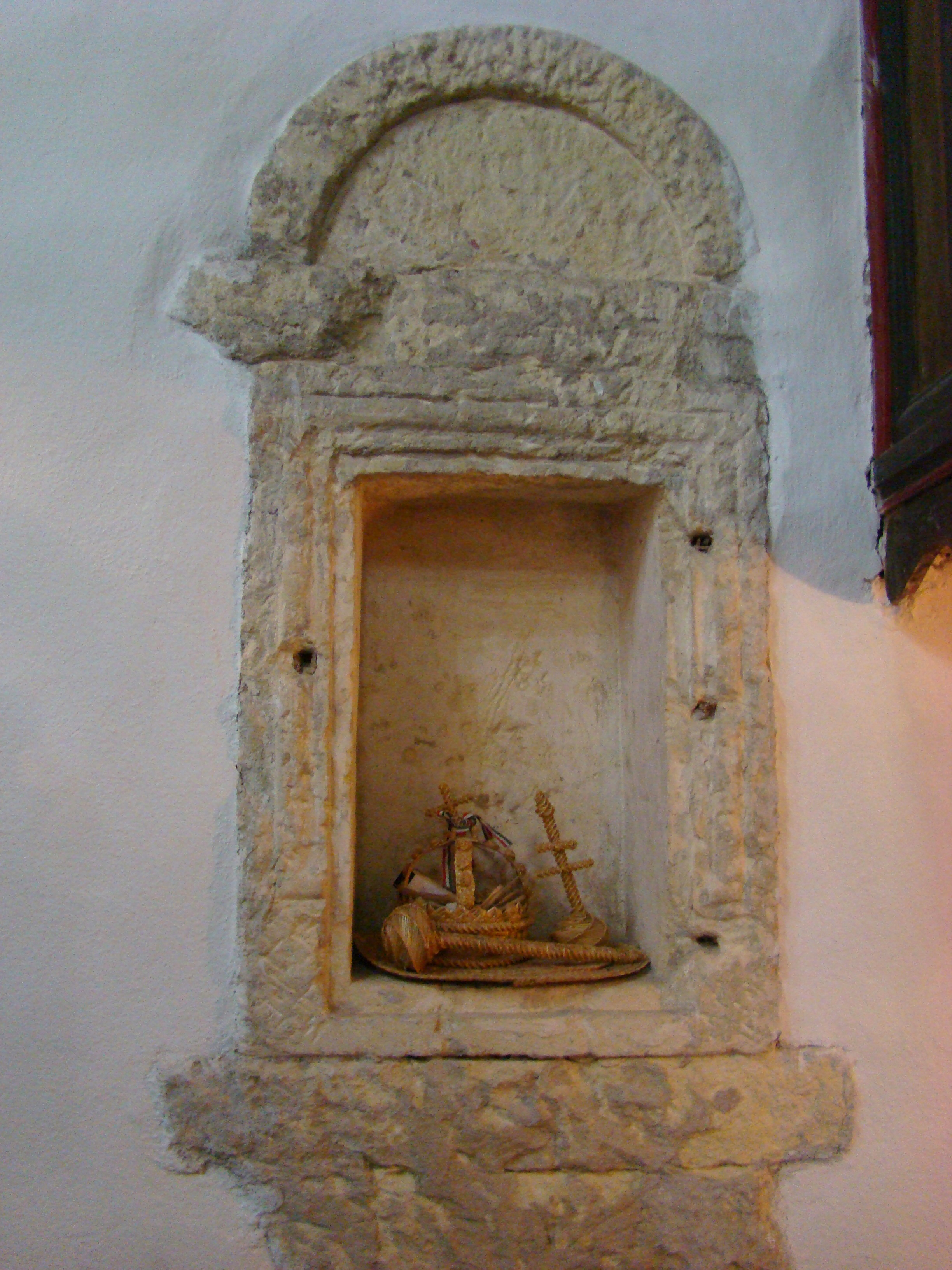
Vechiul tabernacol. Găurile pentru balamalele fostei uși și încuietori sunt vizibile în perete.
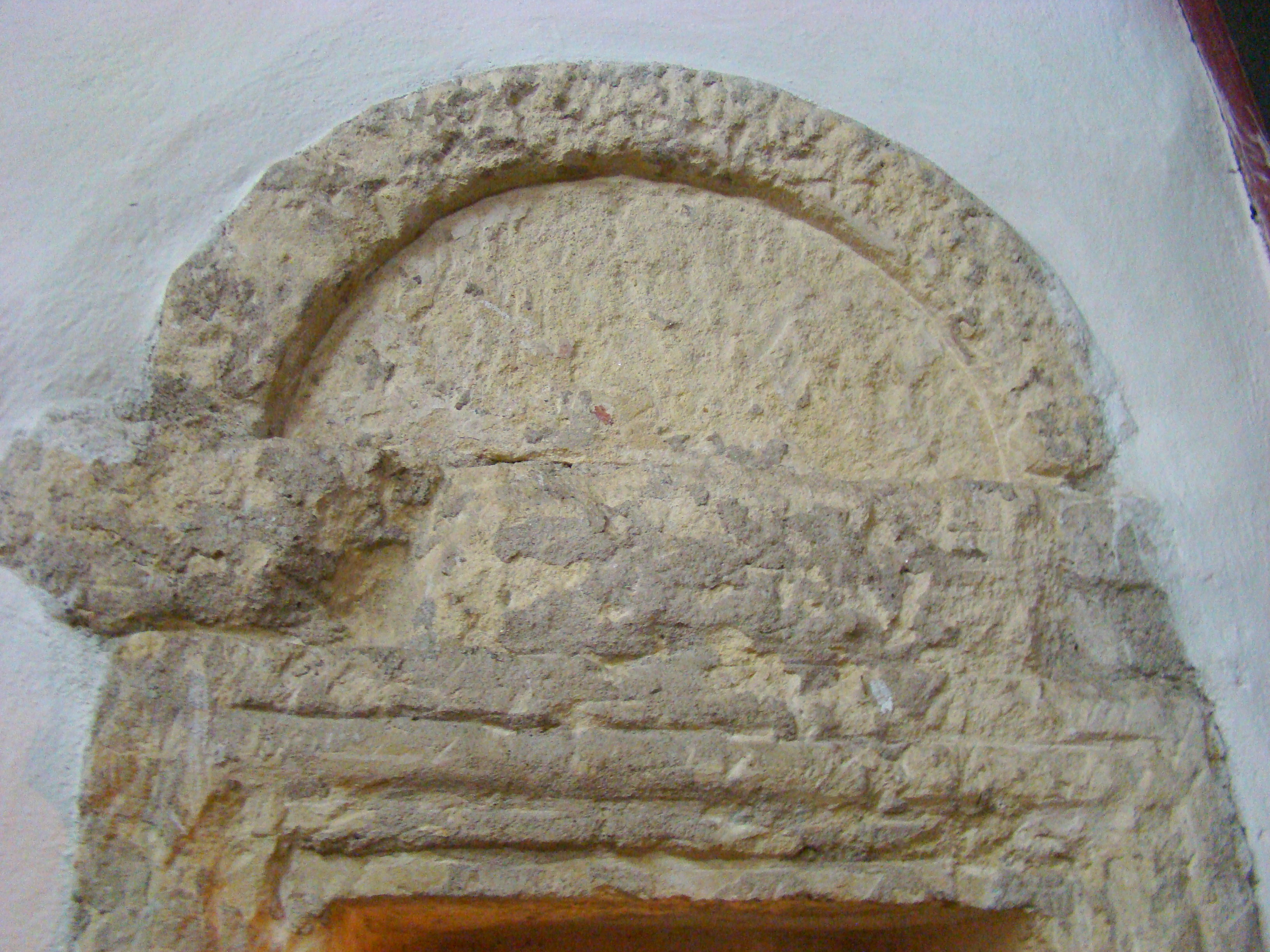
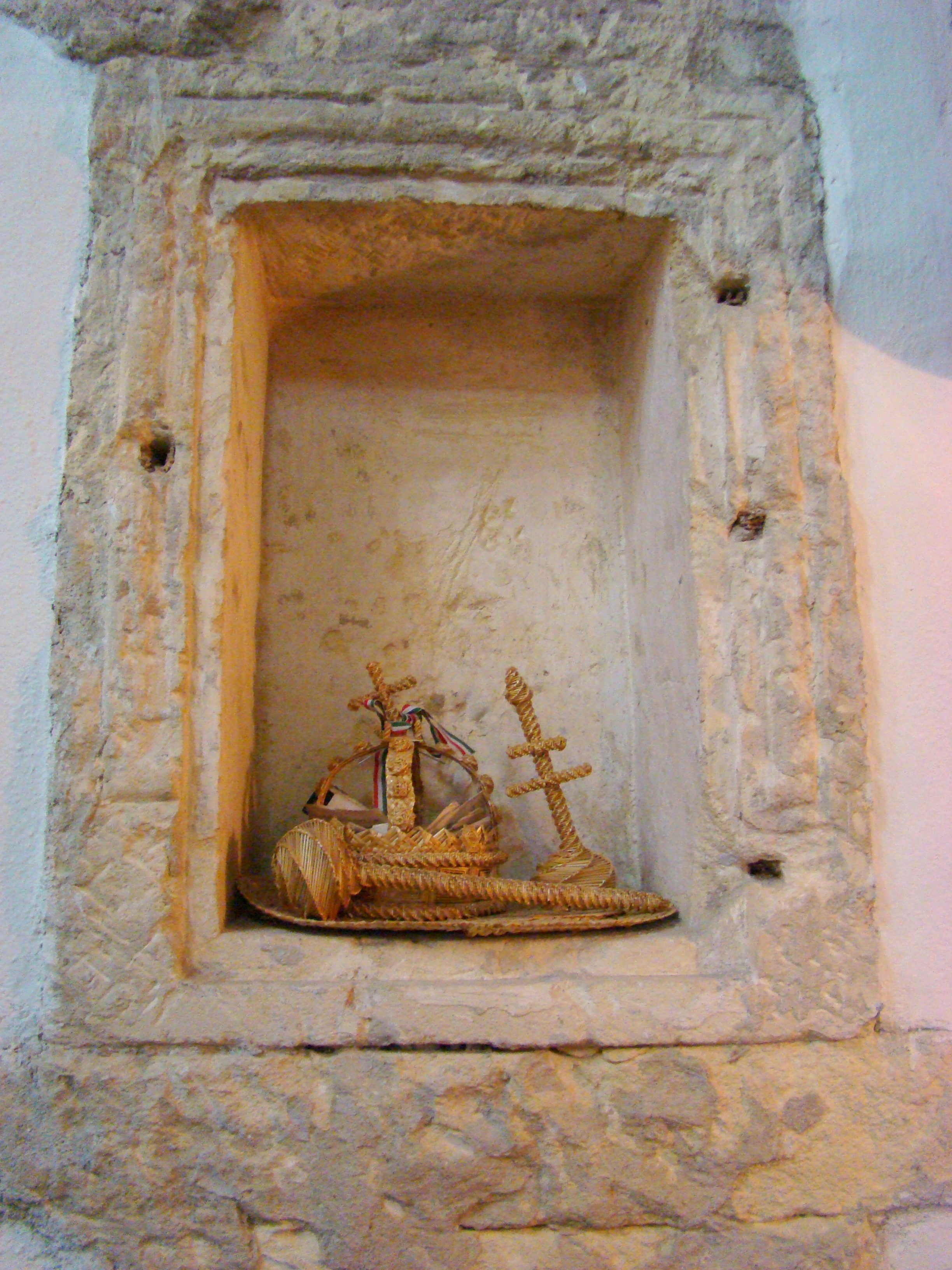
Vechiul tabernacol.
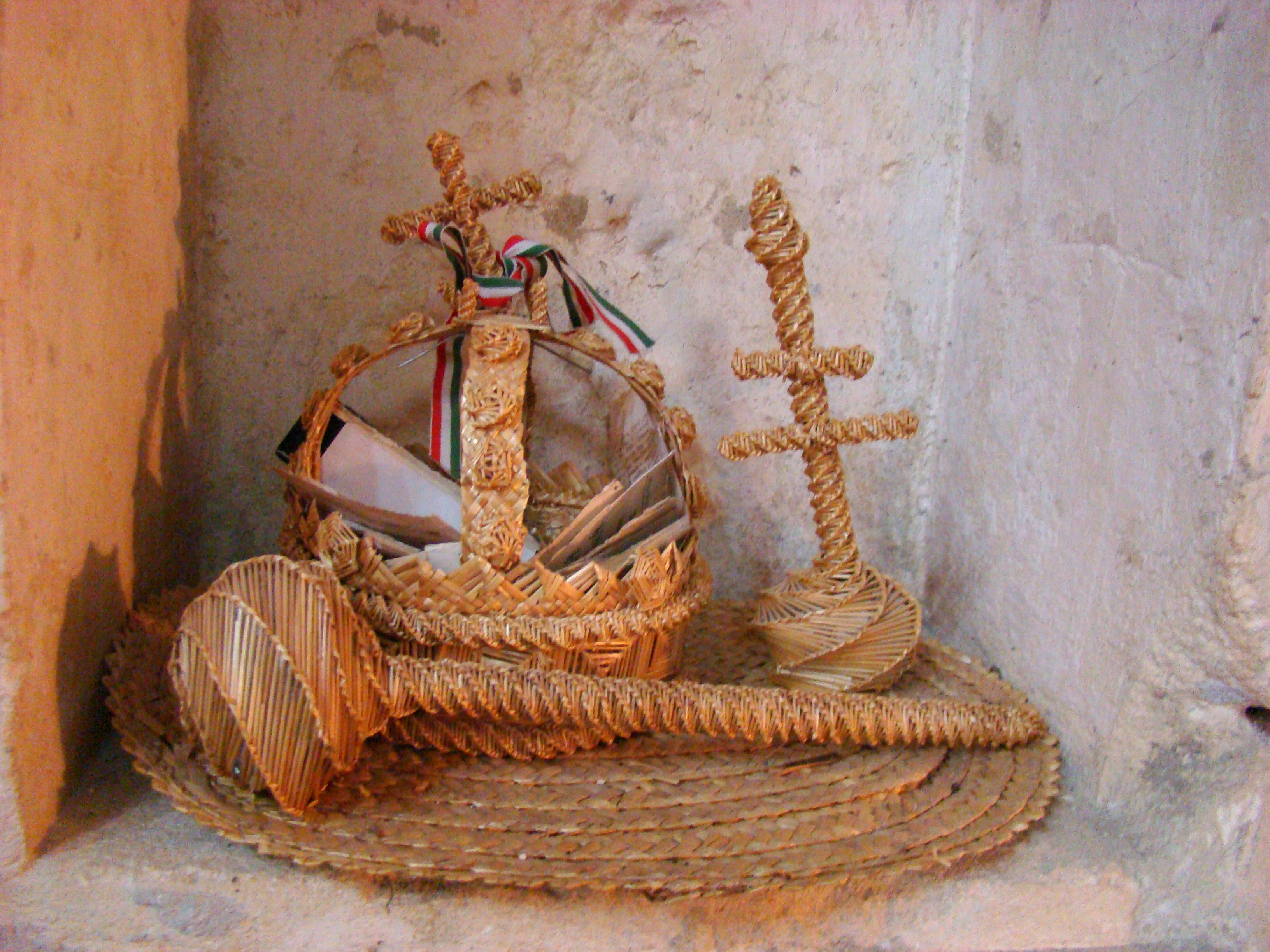
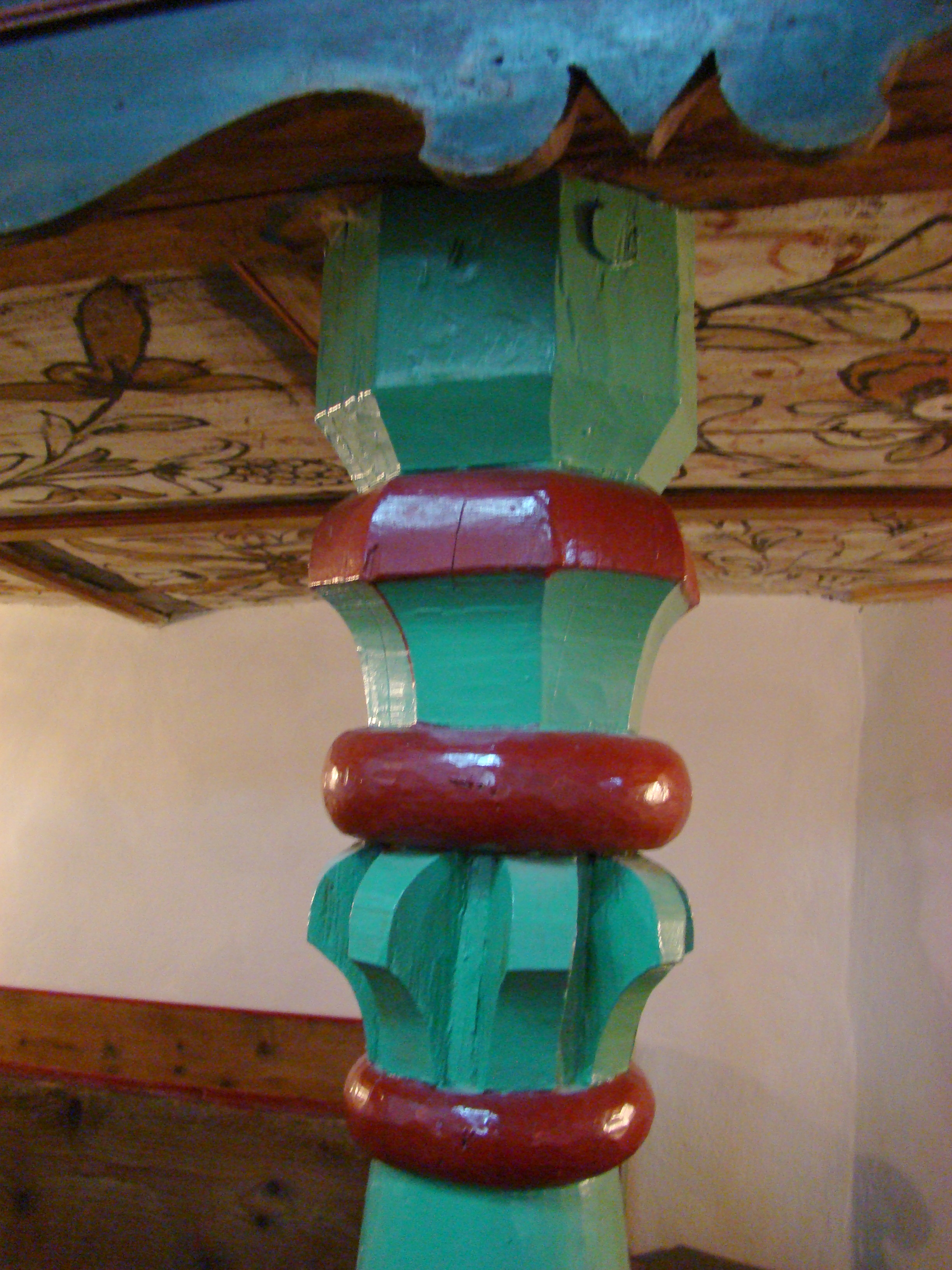
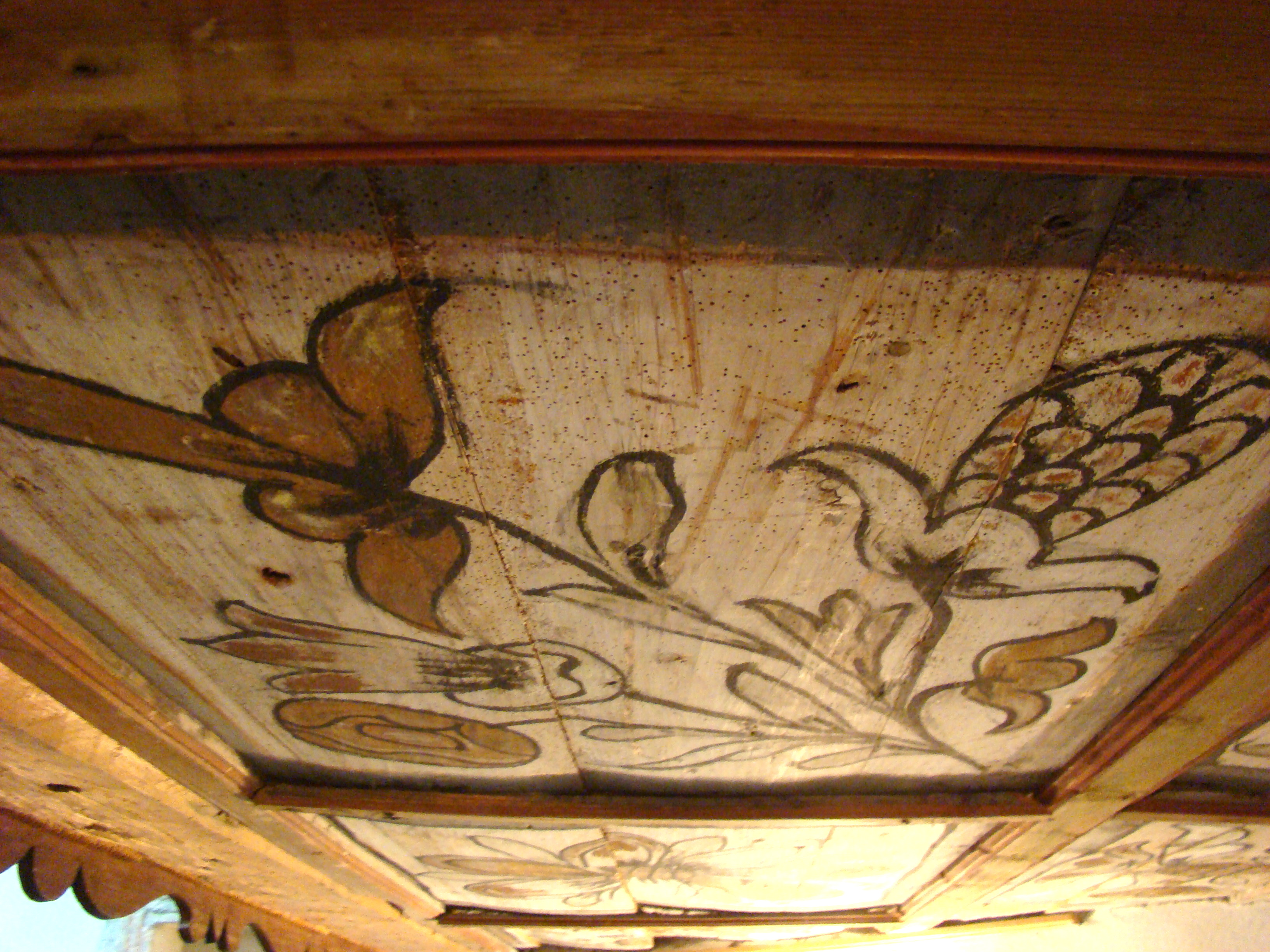
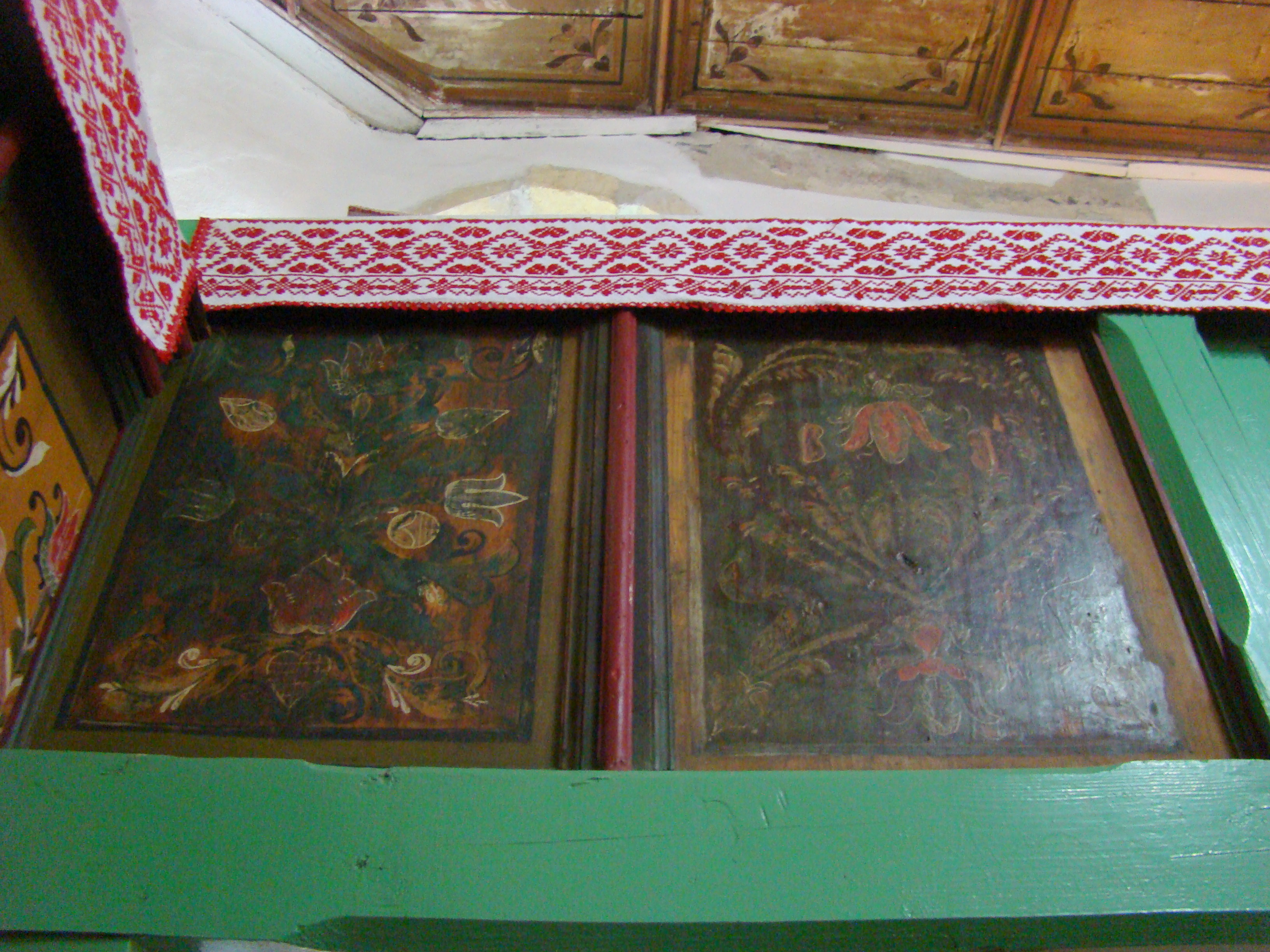
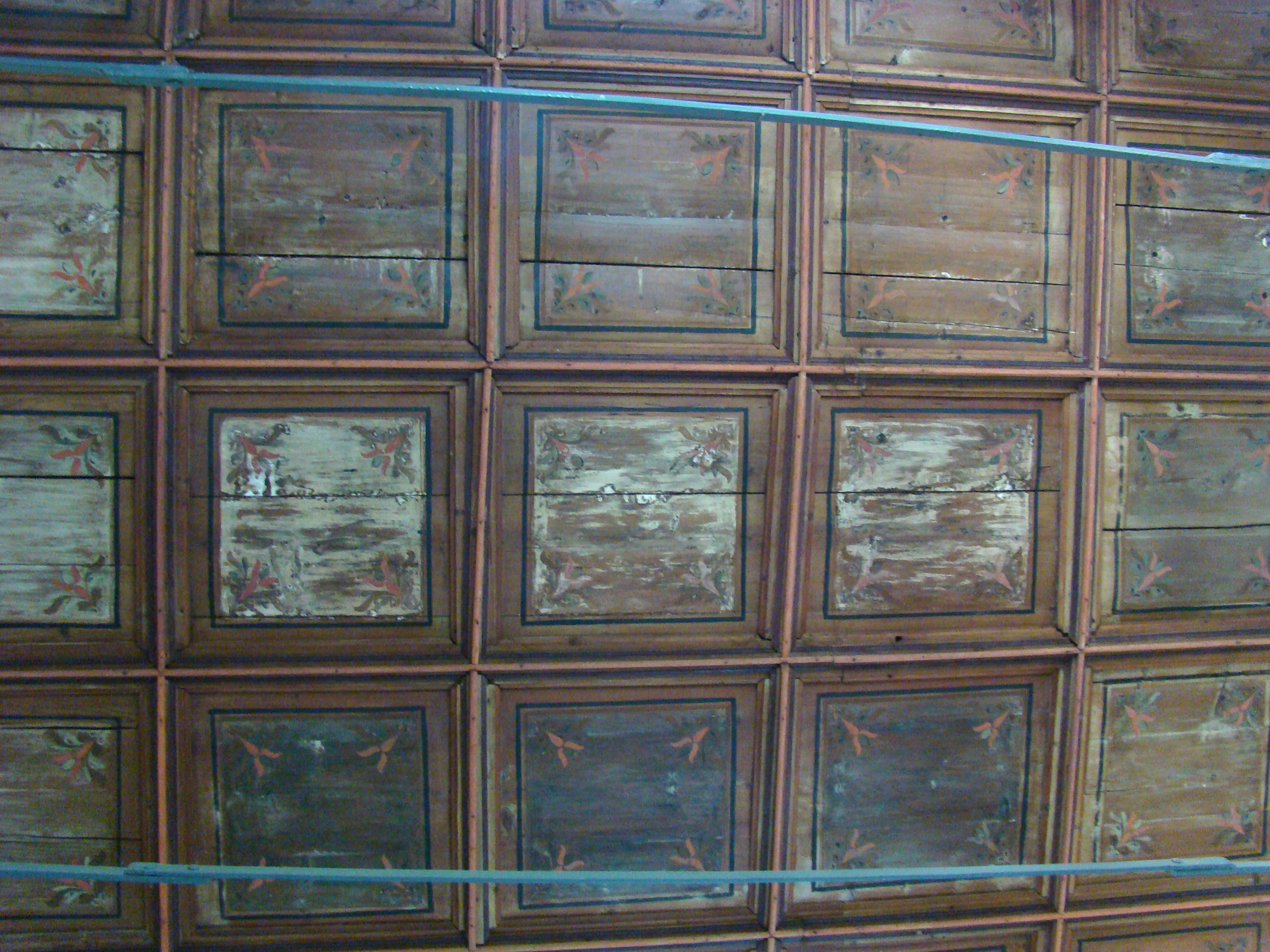
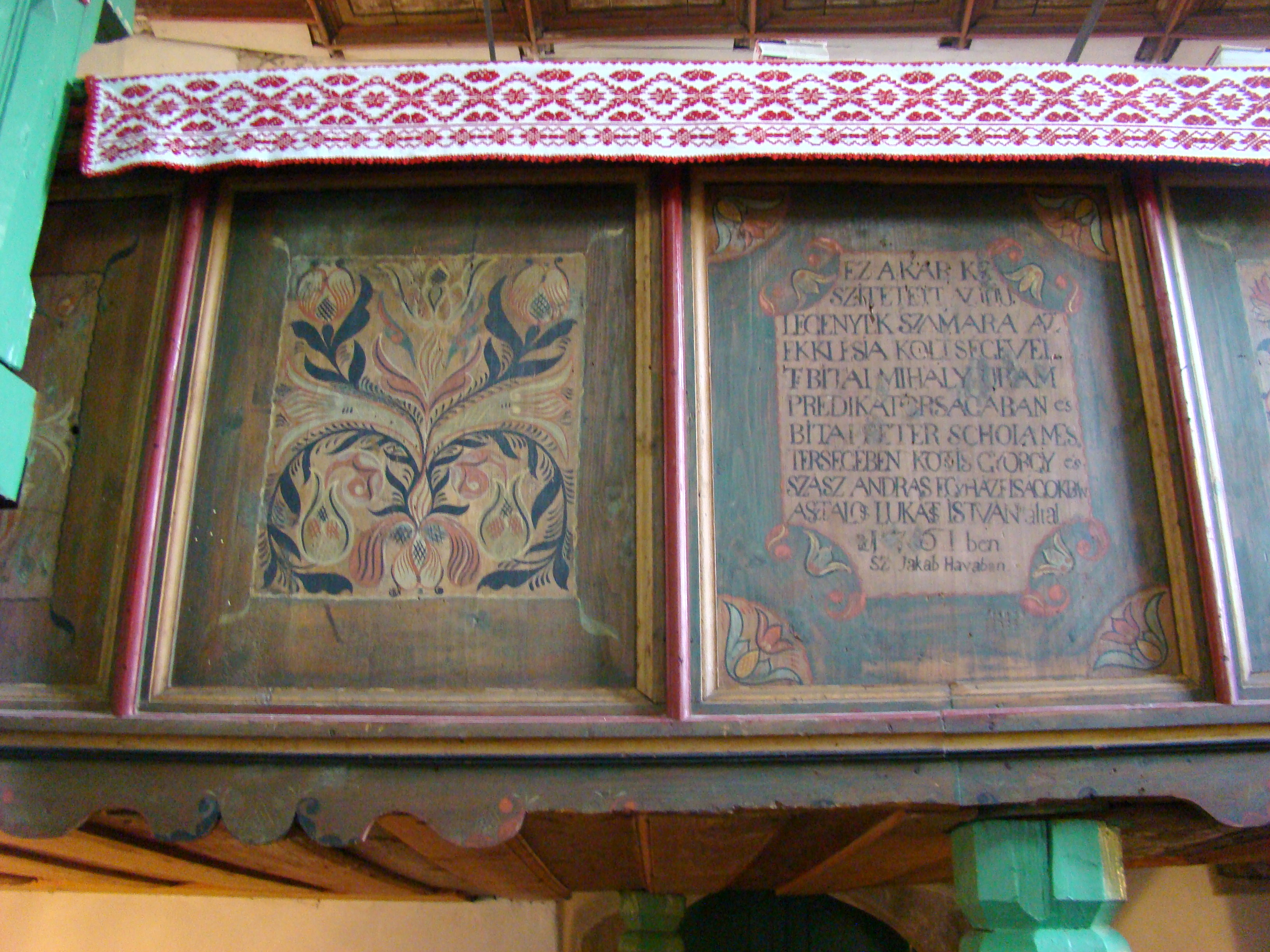
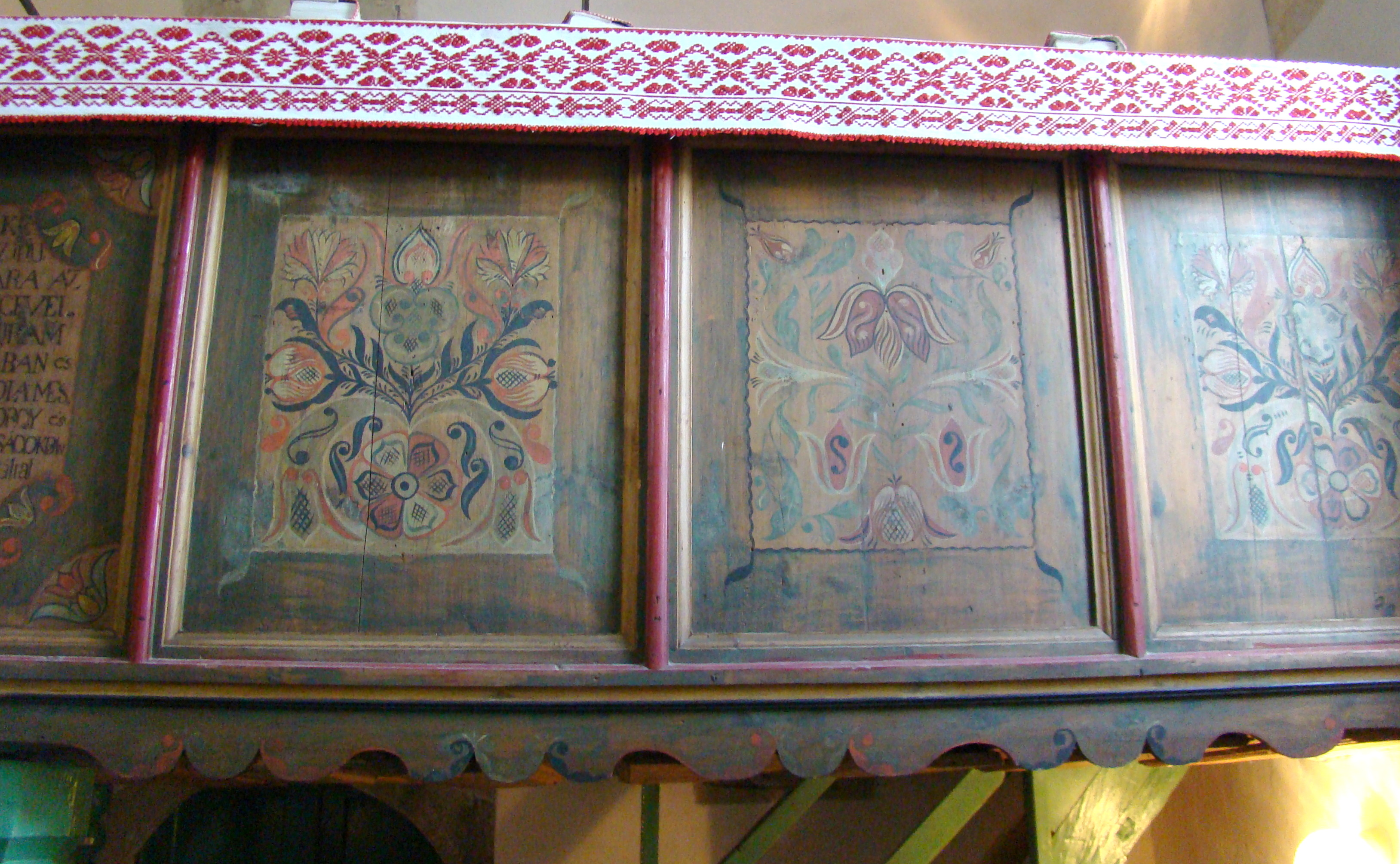
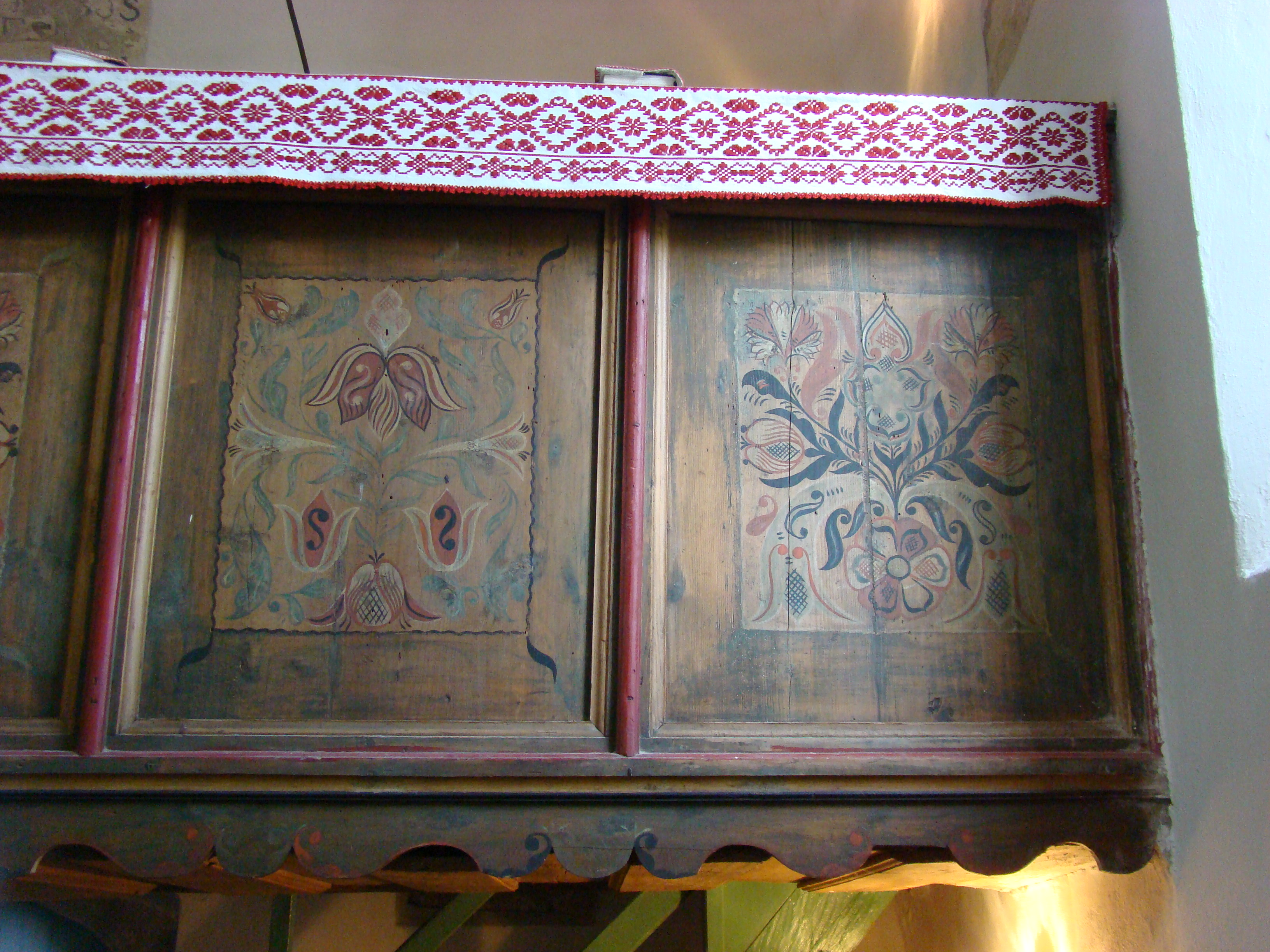
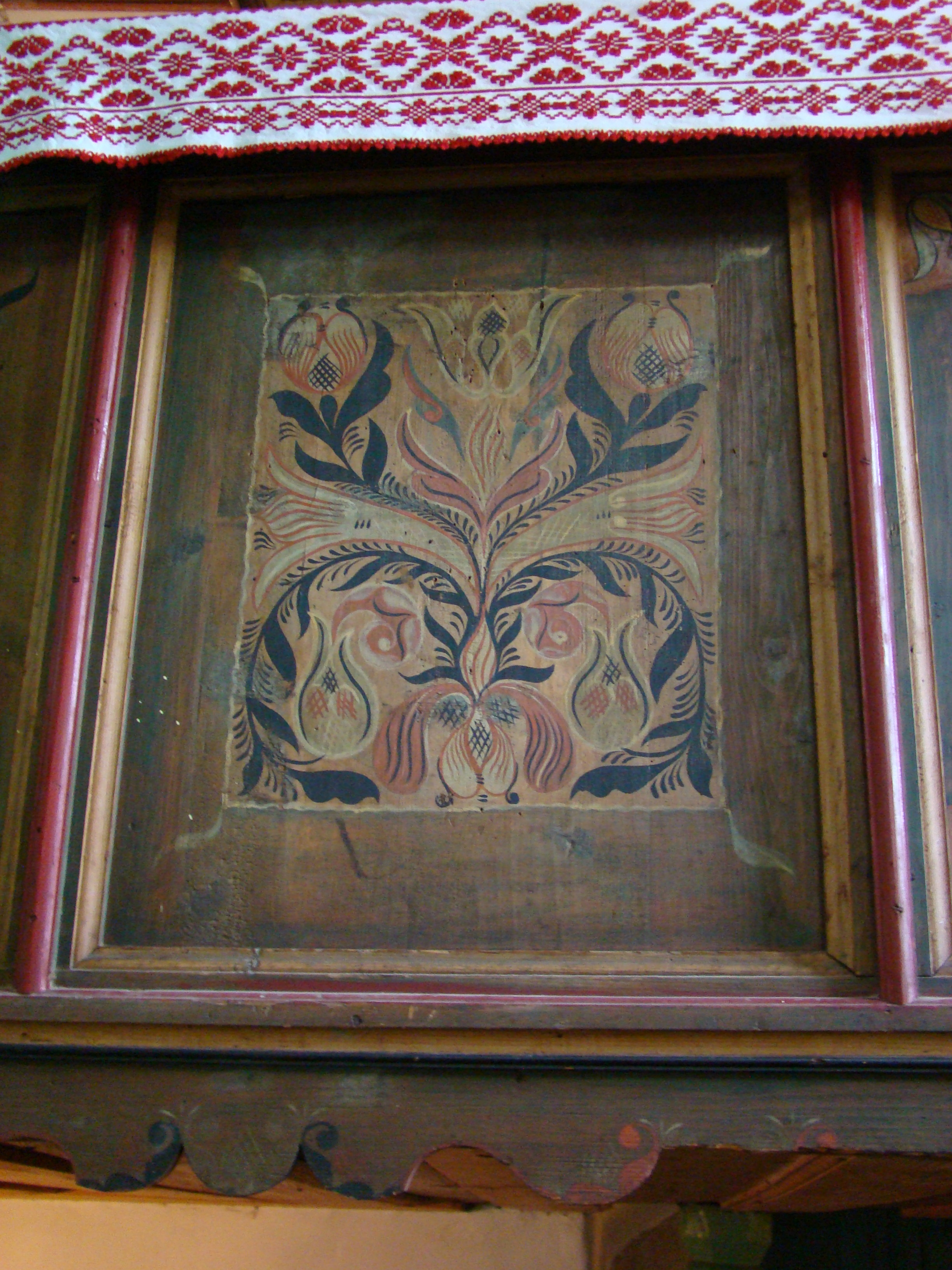
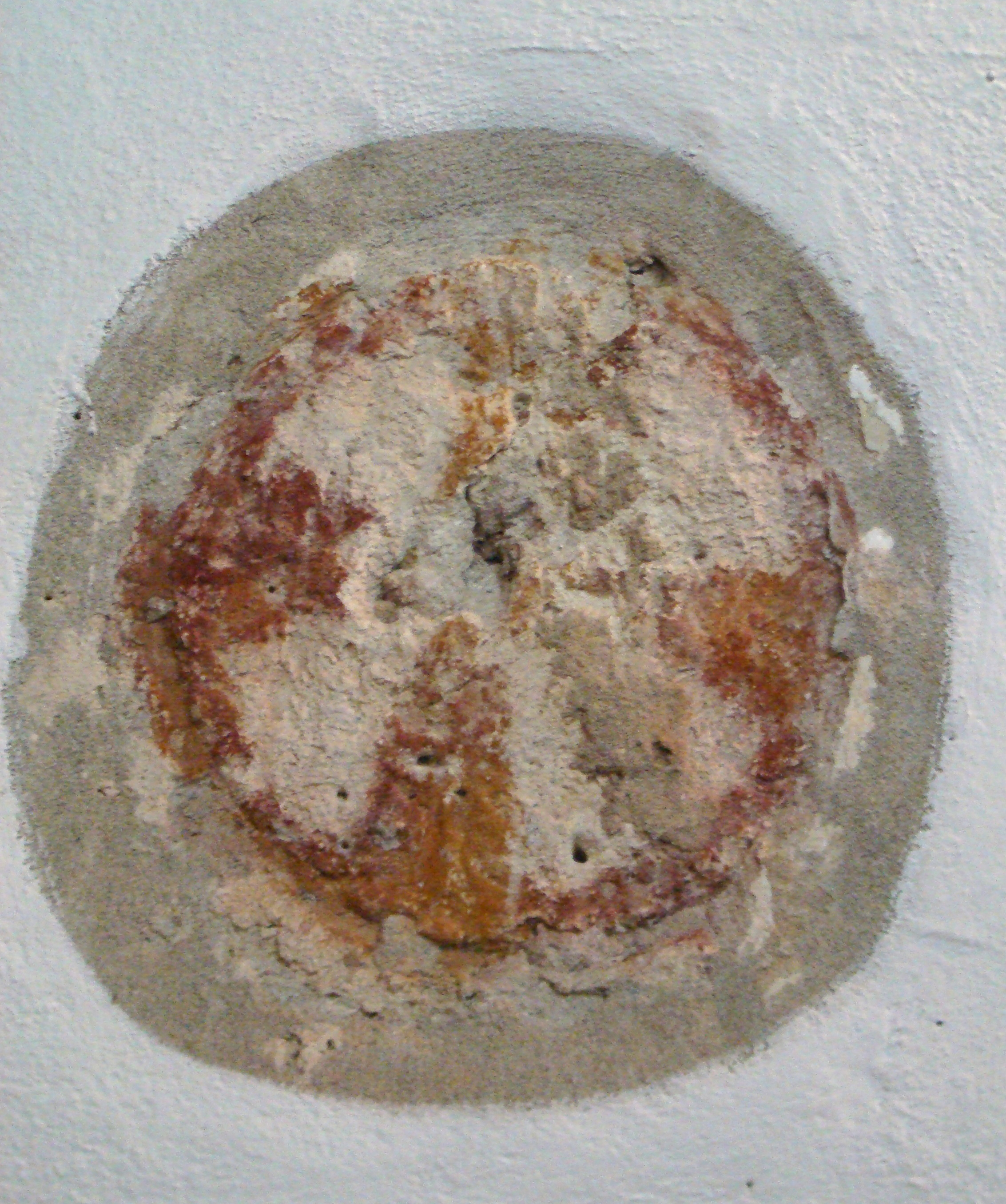
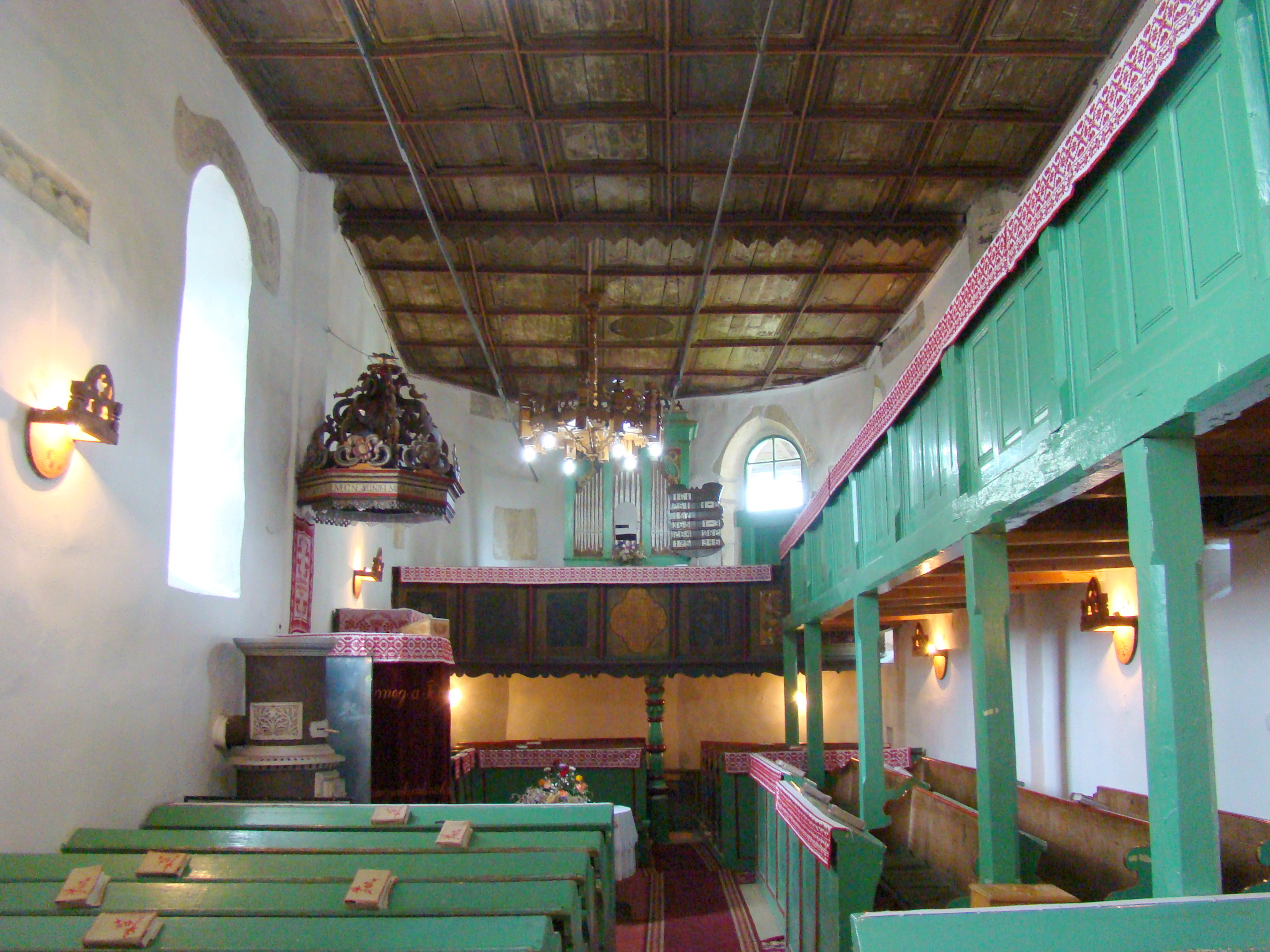
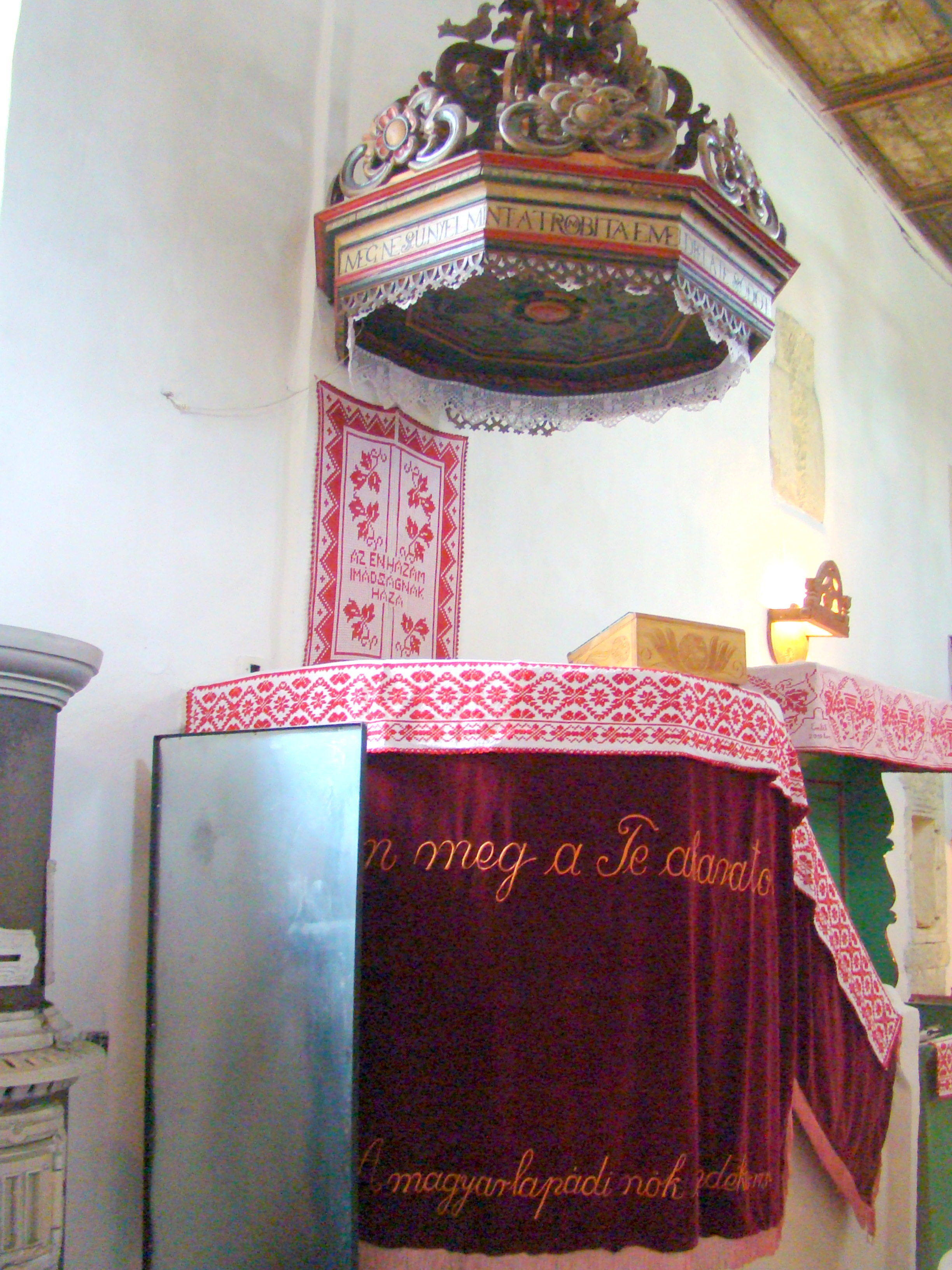
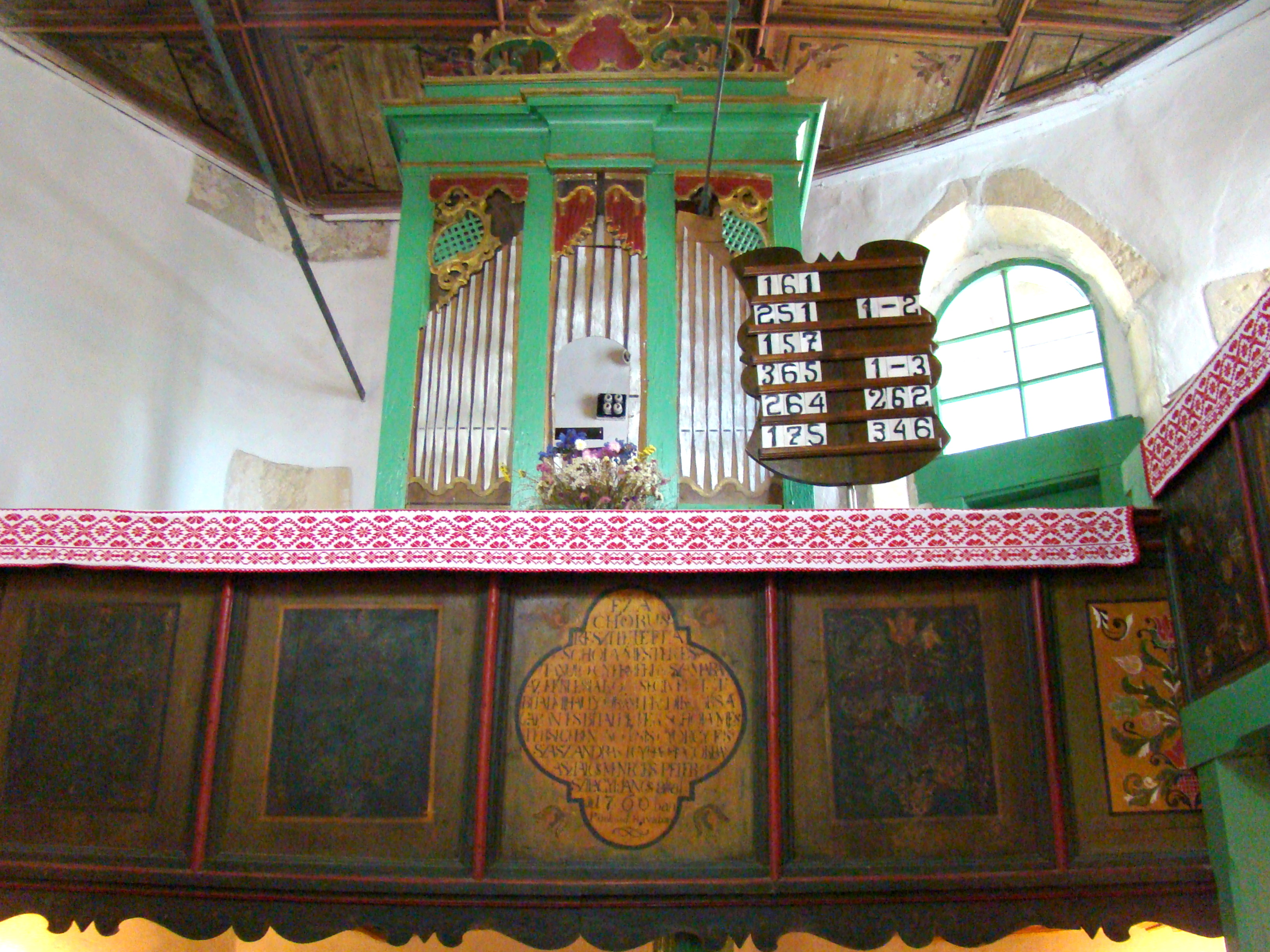
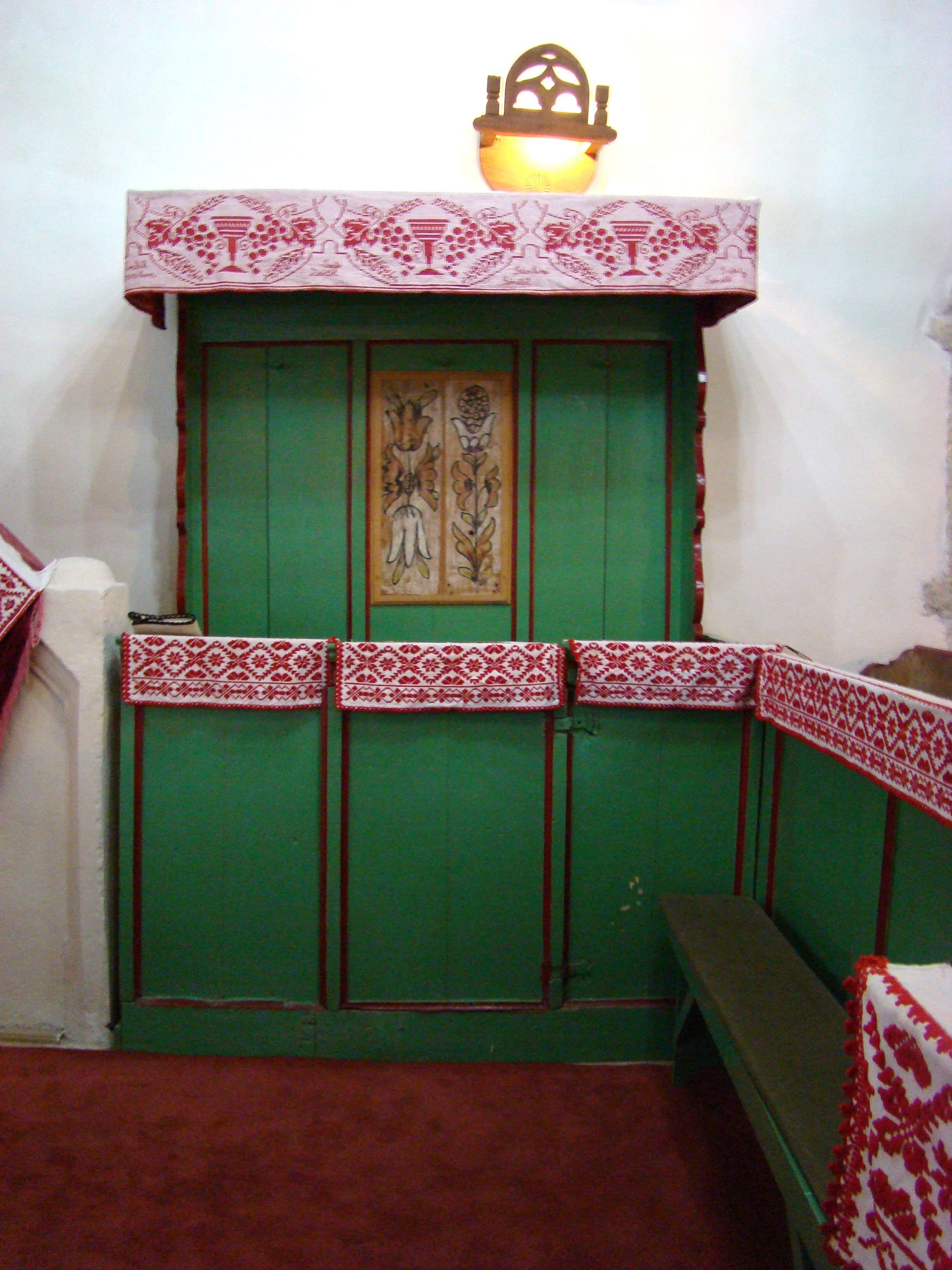
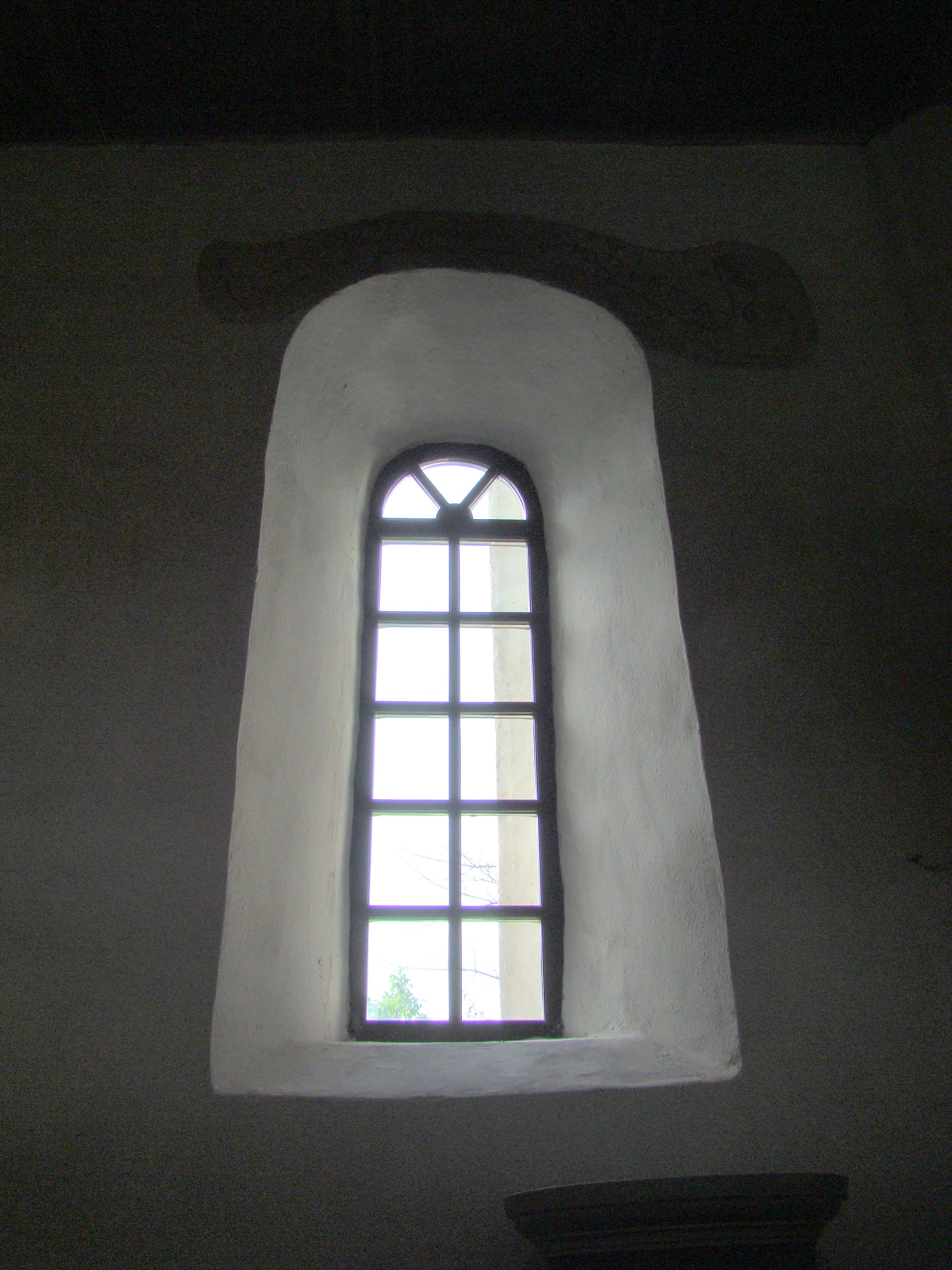
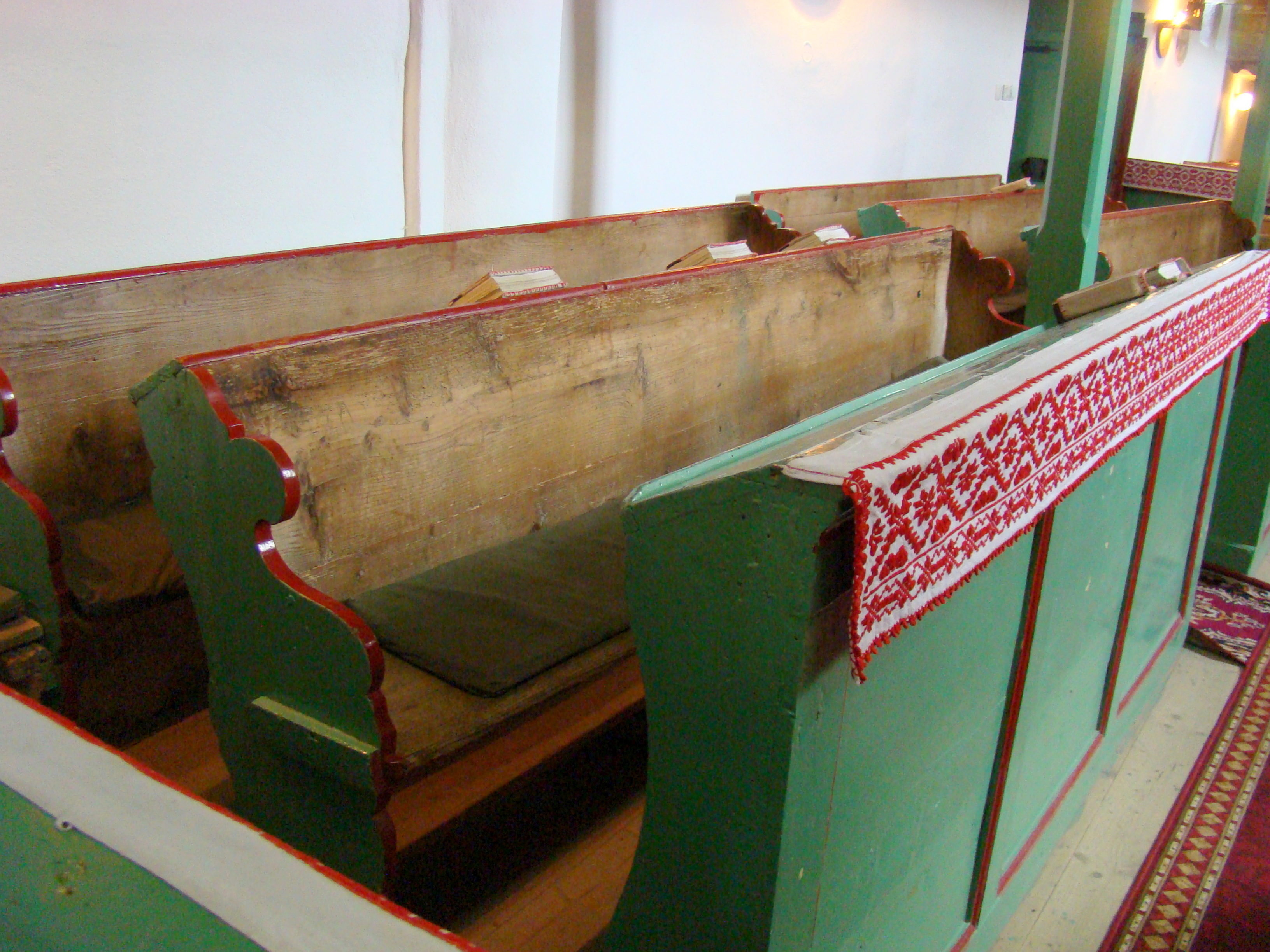
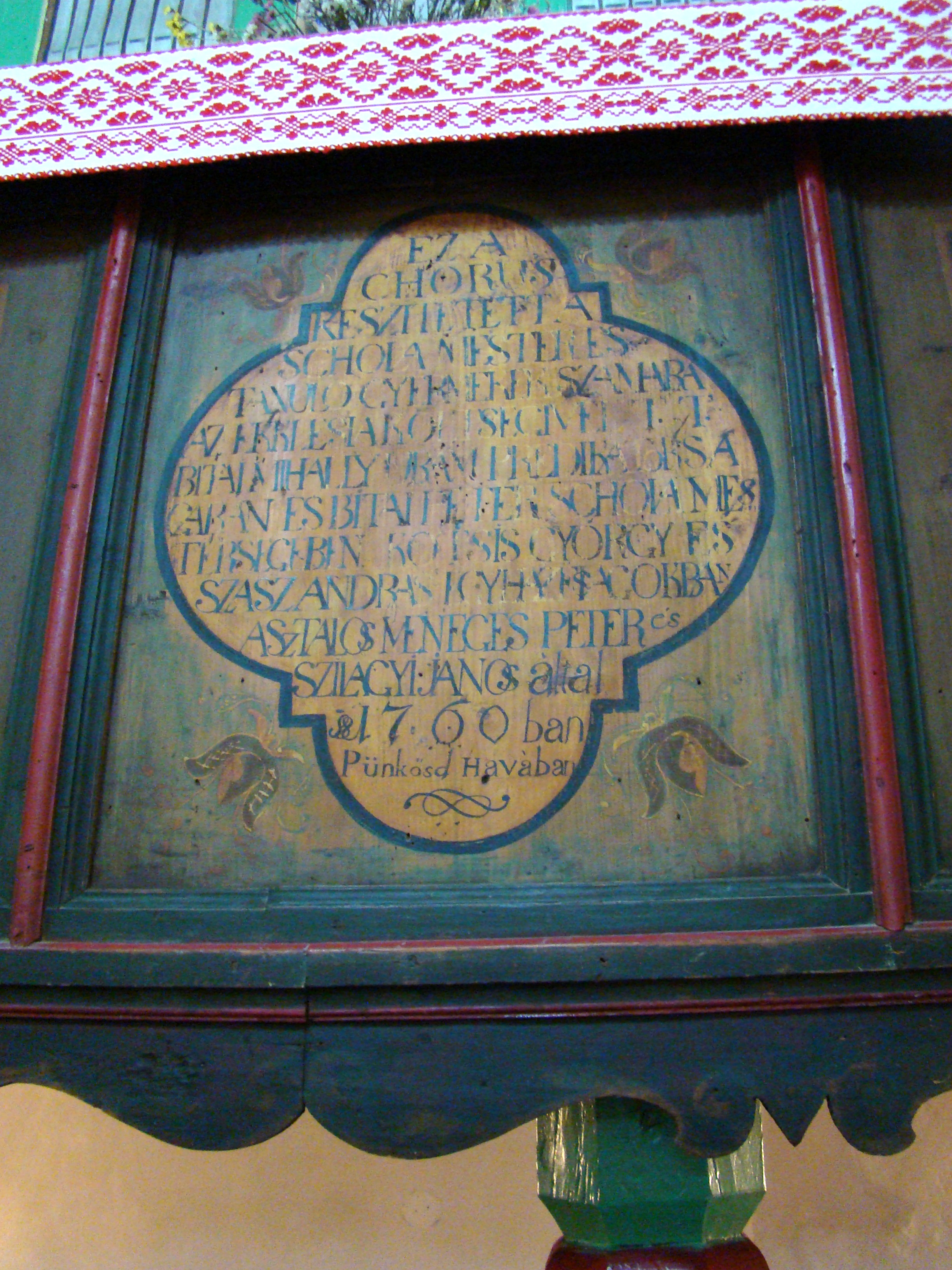
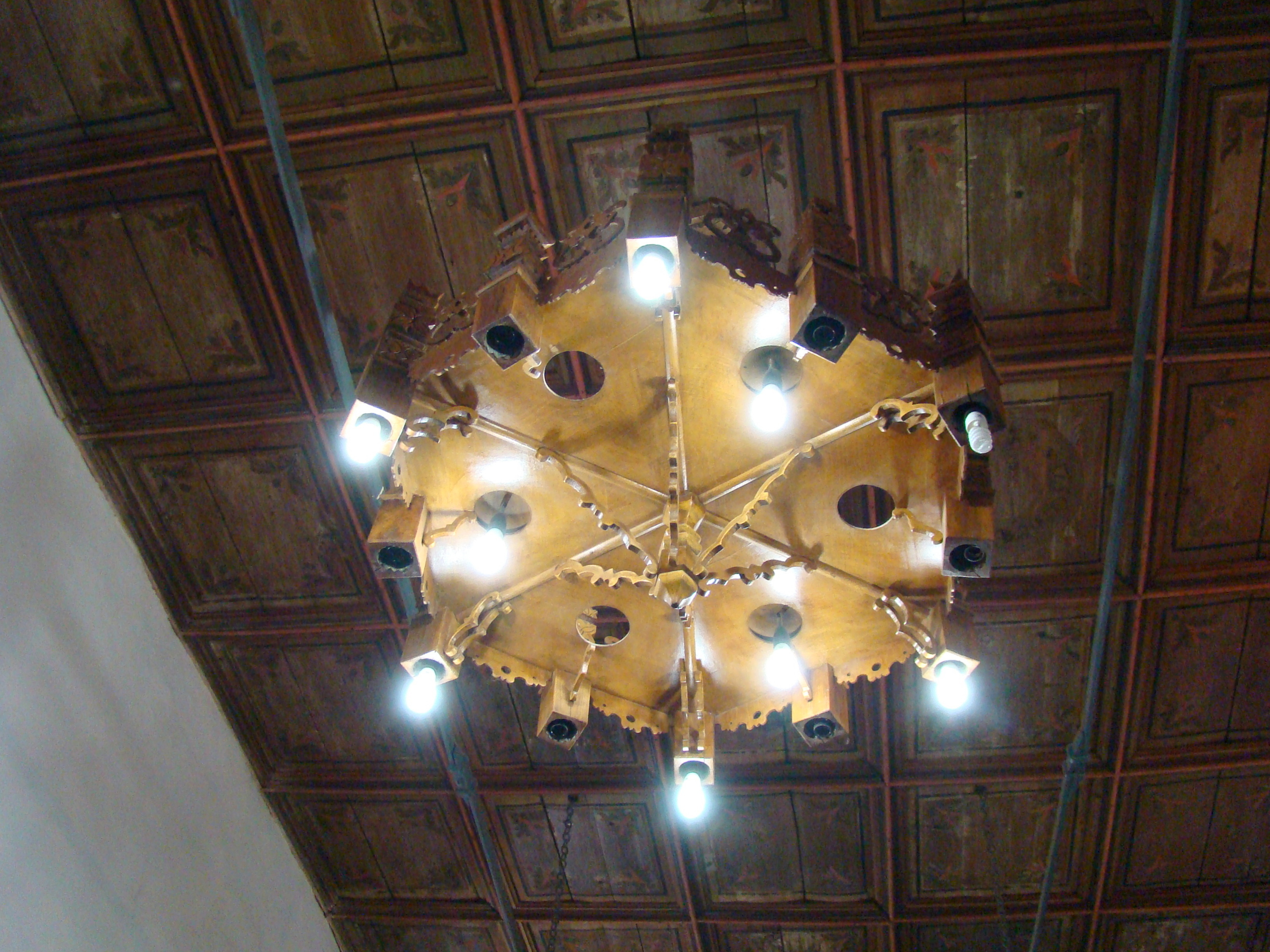
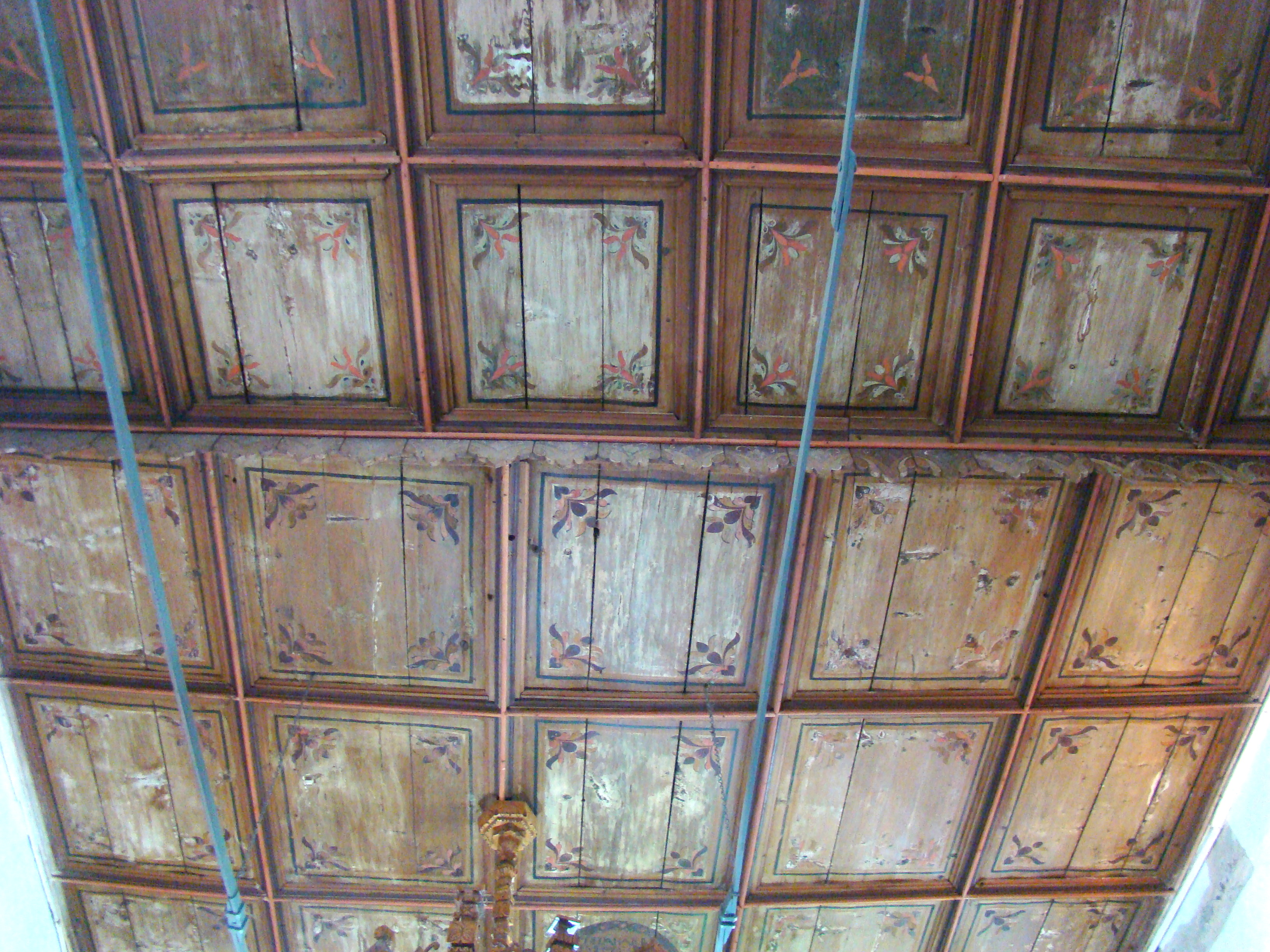
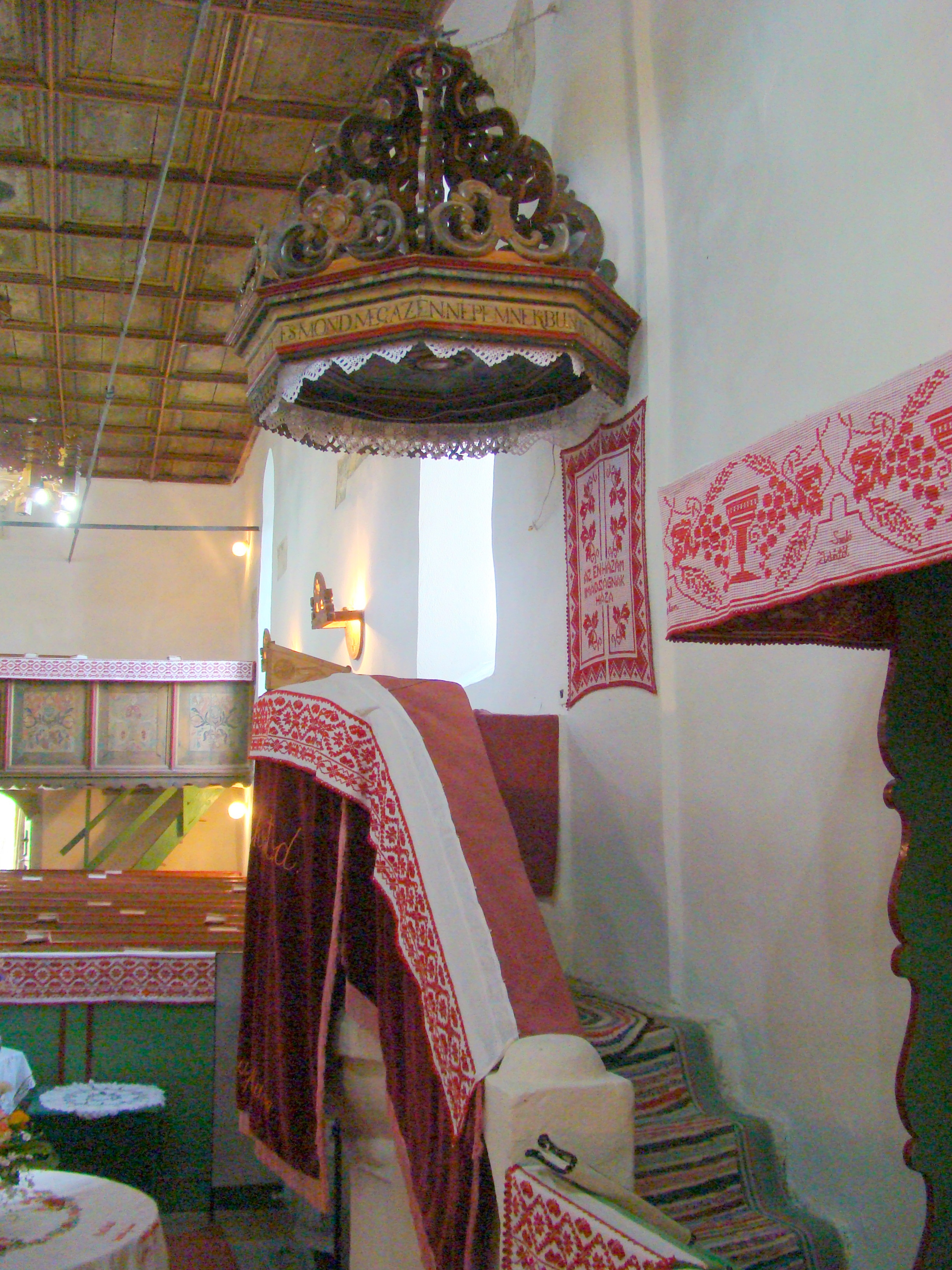